# Золотой век голландской живописи
Золотой век голландской живописи — самая выдающаяся эпоха в нидерландской живописи, приходящаяся на XVII век. Известными представителями голландской живописи того времени были Рембрандт, Франс Халс, Ян Вермеер, Питер де Хох, Ян Хавикзоон Стен, Герард Терборх, Якоб ван Рёйсдал, Виллем Корнелис Дейстер, Паулюс Бор, Ян Ливенс, Якоб Дук и другие.
Живопись золотого века оказала влияние на многих художников от XVII века до современности. Она также служит источником вдохновения для писателей (от Марселя Пруста до Донны Тартт) и фотографов различных направлений (от реалиста Билла Гекаса до сюрреалистки Эллен Коой). Голландская живопись широко представлена в музейных собраниях мира, на арт-рынке и в частных коллекциях, является популярным объектом частного коллекционирования.

## Исторические условия

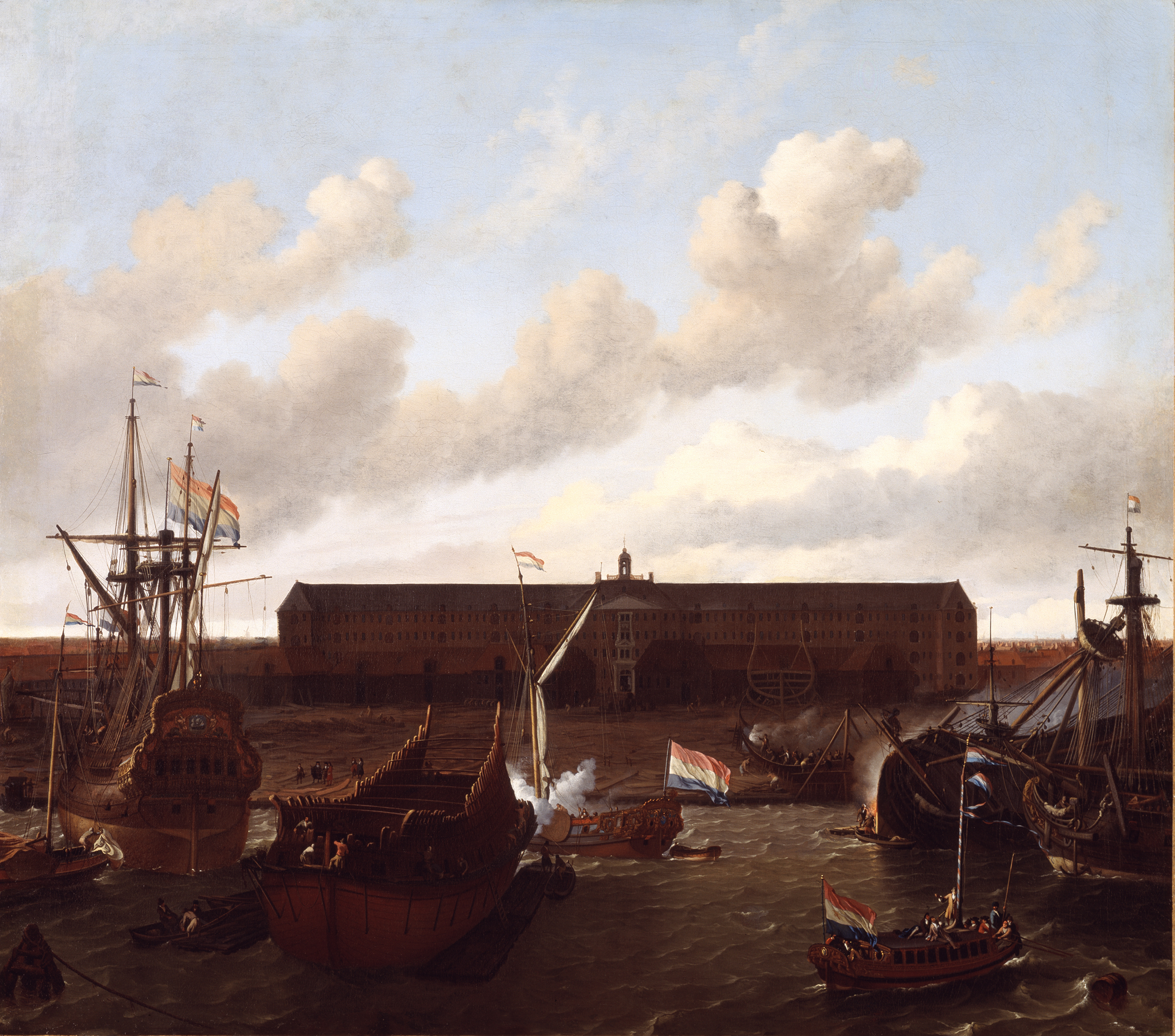
Людолф Бакхёйзен. «Док Ост-Индской компании в Амстердаме», 1696 год

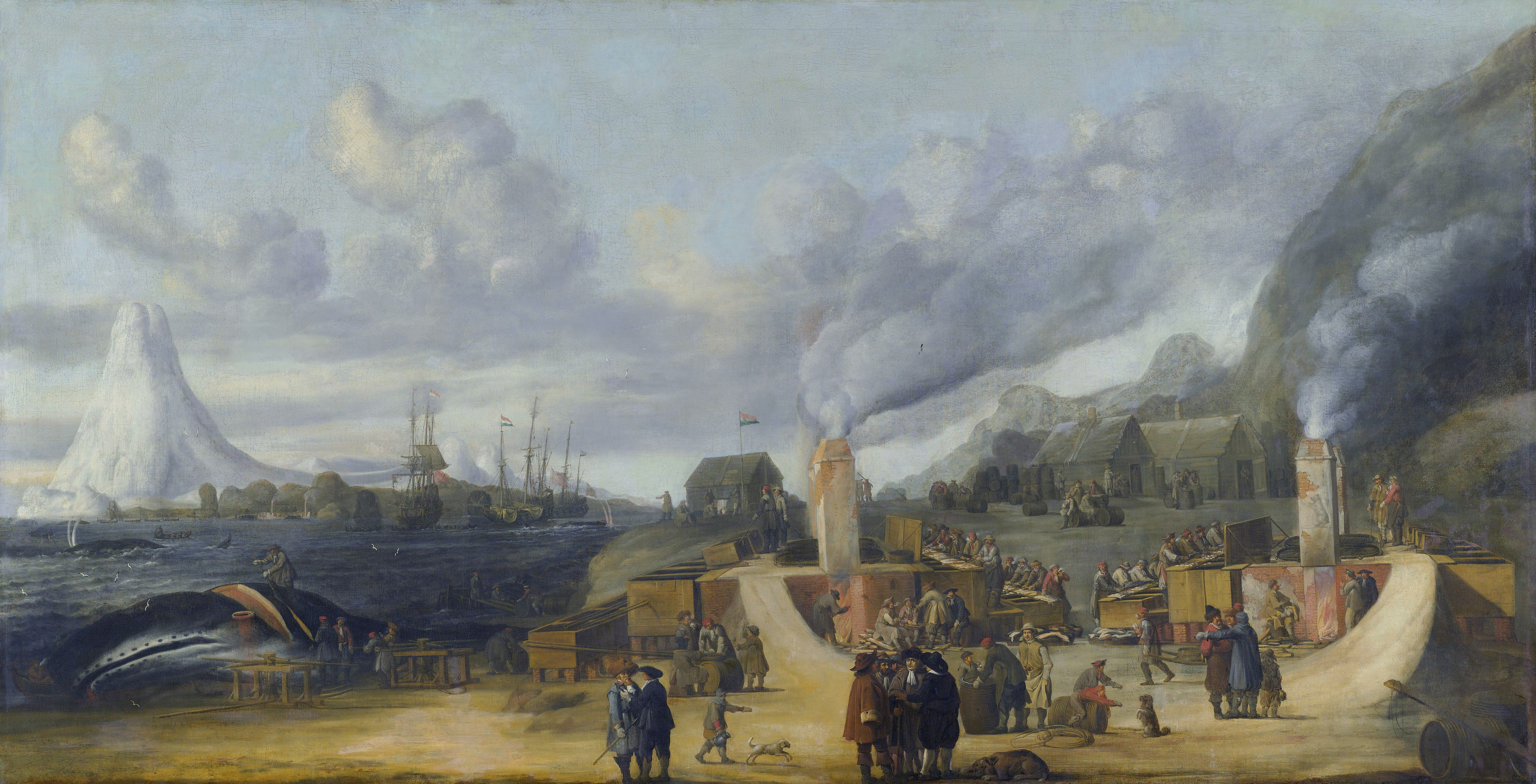
Корнелис де Ман. Мануфактура по переработке китового жира

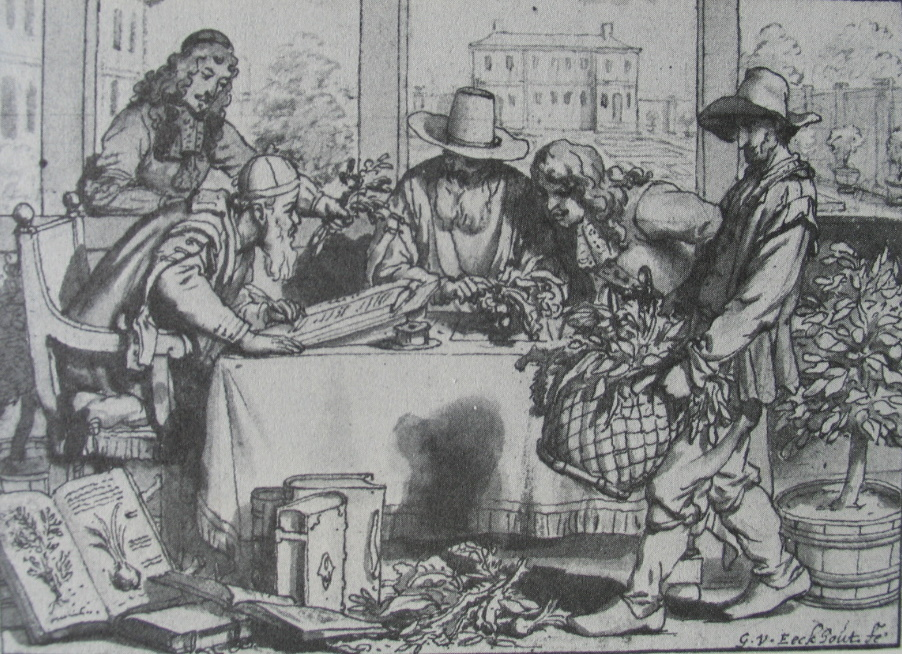
Гербранд Янс ван ден Экхаут. Ботанический кружок за работой.

В 1579 году семь мятежных провинций Нидерландов в городе Утрехт создали так называемую Республику Семи Объединённых Провинций. Во время войны с Испанией ей удалось отстоять свою независимость. Испанские захватчики отомстили убийством 10 000 граждан города Антверпен, что привело к массовой эмиграции в «Объединенные Провинции» с территорий Фландрии, контролируемых Испанией. Вестфальское мирное соглашение 1648 года признало независимость «Объединенных Провинций», которые стали известны как Голландия.
Искусство Голландии логично выросло в искусстве Нидерландов XV—XVI веков, когда они были единым государством. С XVII века прошло государственное и художественное разграничение, что побудило формирование двух национальных художественных школ, единых по происхождению, но разных по признакам. Свой вклад в художественное разграничение внесли и конфессиональные разногласия. Фландрия осталась в лоне католицизма, где религиозное искусство испытывало новый расцвет в XVII в.
В XVII веке голландская нация только начинала свой исторический путь. Именно в этот период произошел решительный разрыв голландского искусства с искусством предыдущей эпохи. Простая жизнь голландских бюргеров порождала примитивные и приземлённые вкусы в искусстве, в работах художников они стремились видеть отражение собственной жизни, лишённой благородства, широкого образования, утончённых вкусов и почитания многих традиций.
Но в начале XVII века тенденция переменилась. Успешно заканчивалась борьба за собственную независимость от могущественной империи Испании. Самоутверждение было присуще и поведению жителей, и национальному искусству, активно освобождавшемуся от религиозных ограничений, которые шли от католической Испании. Господство протестантизма привело к значительному сокращению заказов на религиозную живопись, и, одновременно, к взрывному распространению светских по тематике жанров. Именно в искусстве Голландии значительную мощь и развитие приобрели портрет, пейзаж, бытовой жанр, натюрморт, подобного которому не знали даже выдающиеся центры искусства в Италии или Франции. Искусство Голландии XVII века стало своеобразным феноменом в художественной ситуации Европы XVII века. Путём, проложенным художниками Голландии, пойдут художники других национальных художественных школ Европы.
Такое видение направило голландских живописцев к новой разновидности художественного реализма, который постепенно появился во всех художественных жанрах — портретах, интерьерах, пейзажах, натюрмортах. Мода на эти работы приобрела невиданный размах среди всех слоёв общества, что породило колоссальный спрос на картины. Именно эти события привели к тому, что XVII век стал «золотым» для голландского искусства.
Активное усвоение научных исследований, технических навыков, изучение природных явлений, природных ресурсов океана и отдалённых уголков мира, колониальные войны и эмиграция из страны — характерные признаки XVII века. В портретном жанре появились изображения адмиралов и офицеров Ост-Индской компании. Если в XVI веке насмехались над алхимиками, в XVII веке видное место заняли изображения кабинетов, где работают богословы, ботаники, астрономы — теперь уже без едких намёков на насмешки. Получили распространение посещения анатомических театров. На все эти события откликнулась и голландская живопись. Сюжетами картин голландских художников становятся также Ост-Индская компания, мануфактуры по переработке китового жира, заседания ботанических обществ. Ряд «анатомических уроков» создали Михил ван Миревелт, Рембрандт, Корнелис Трост, Корнелис де Ман, Ян ван Нек.

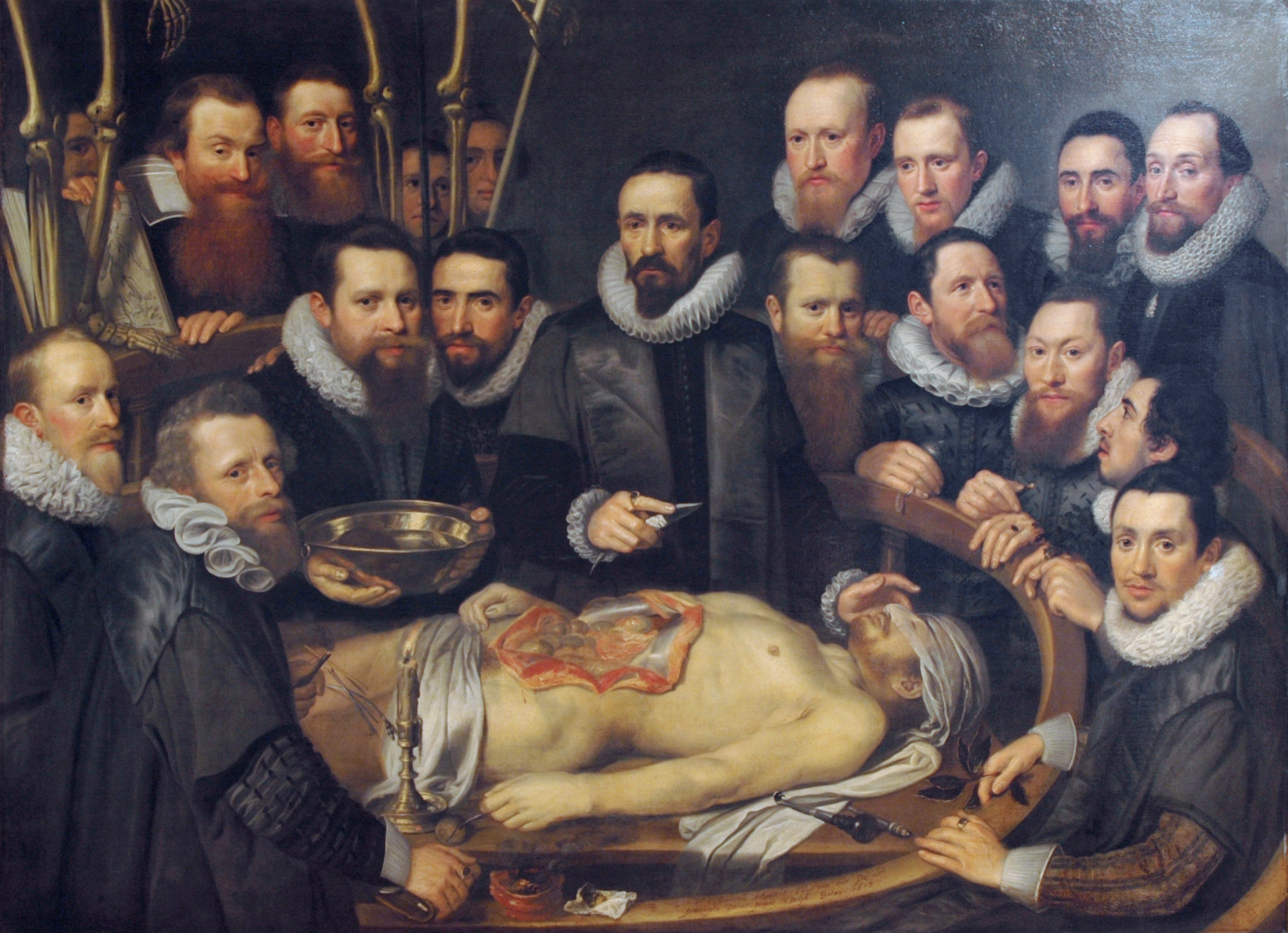
Михил ван Миревелт. Урок анатомии доктора ван дер Меера.
Рембрандт. Урок анатомии доктора Тульпа
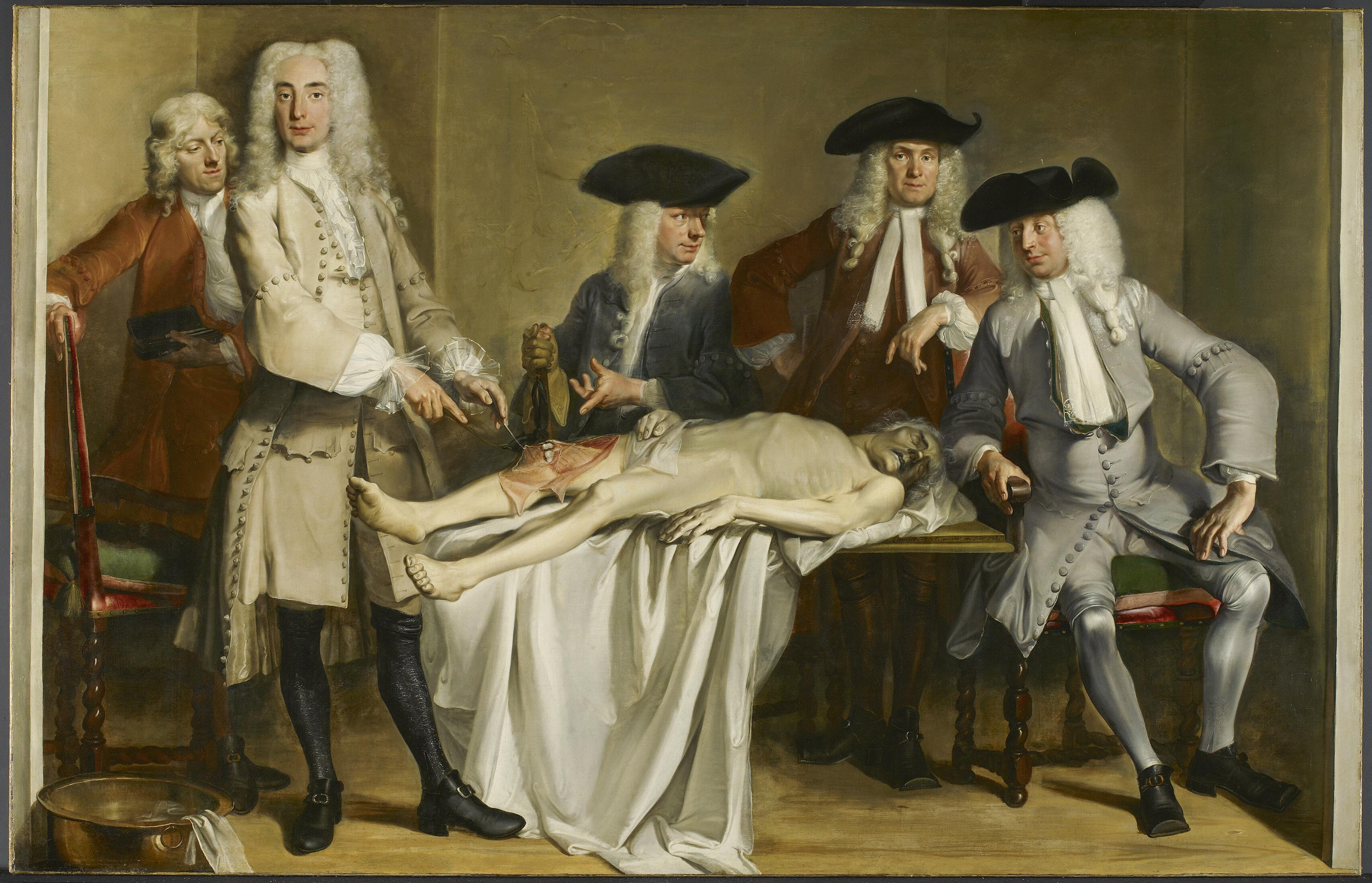
Корнелис Трост. «Урок анатомии доктора Виллема Рюеля»

Ян ван Нек создал серию портретов доктора и коллекционера анатомических препаратов Фредерика Рюйша. Его коллекция была хорошо известна в Голландии, которую посещали и местные жители, и иностранцы. За фантастическую цену в 30 000 гульденов эту коллекцию приобрёл для Санкт-Петербурга в 1717 году русский царь Пётр I. Коллекция попала в Кунсткамеру.

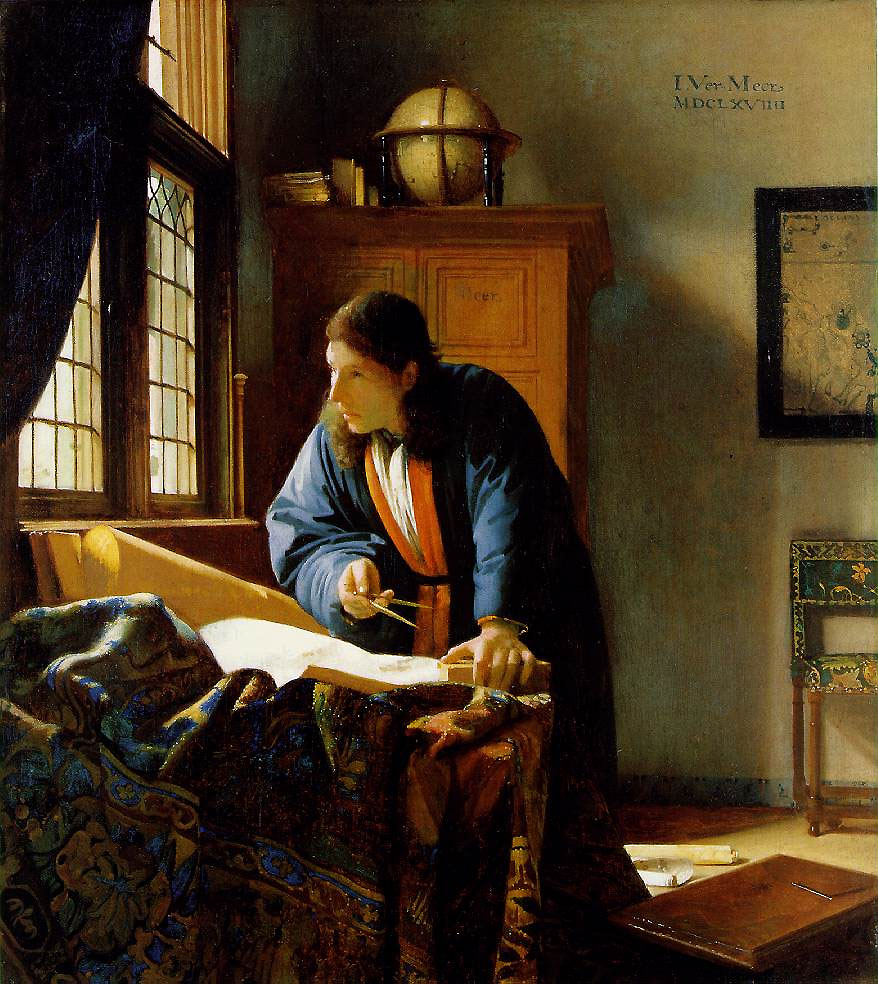
Ян Вермеер. «Географ»
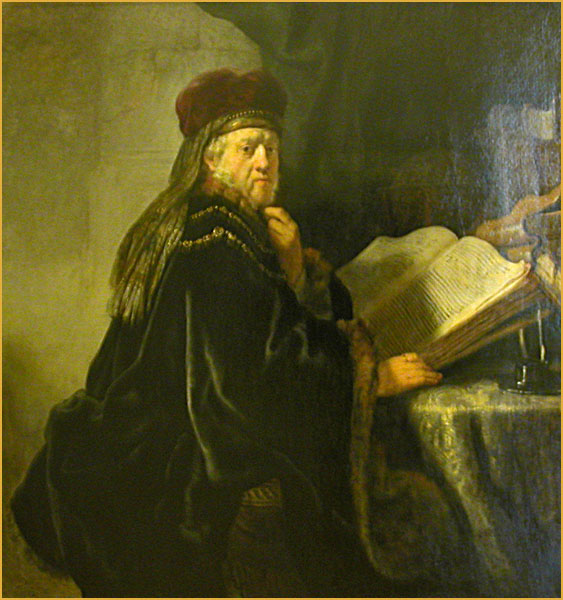
Рембрандт. «Учёный, сидящий за столом с книгами»
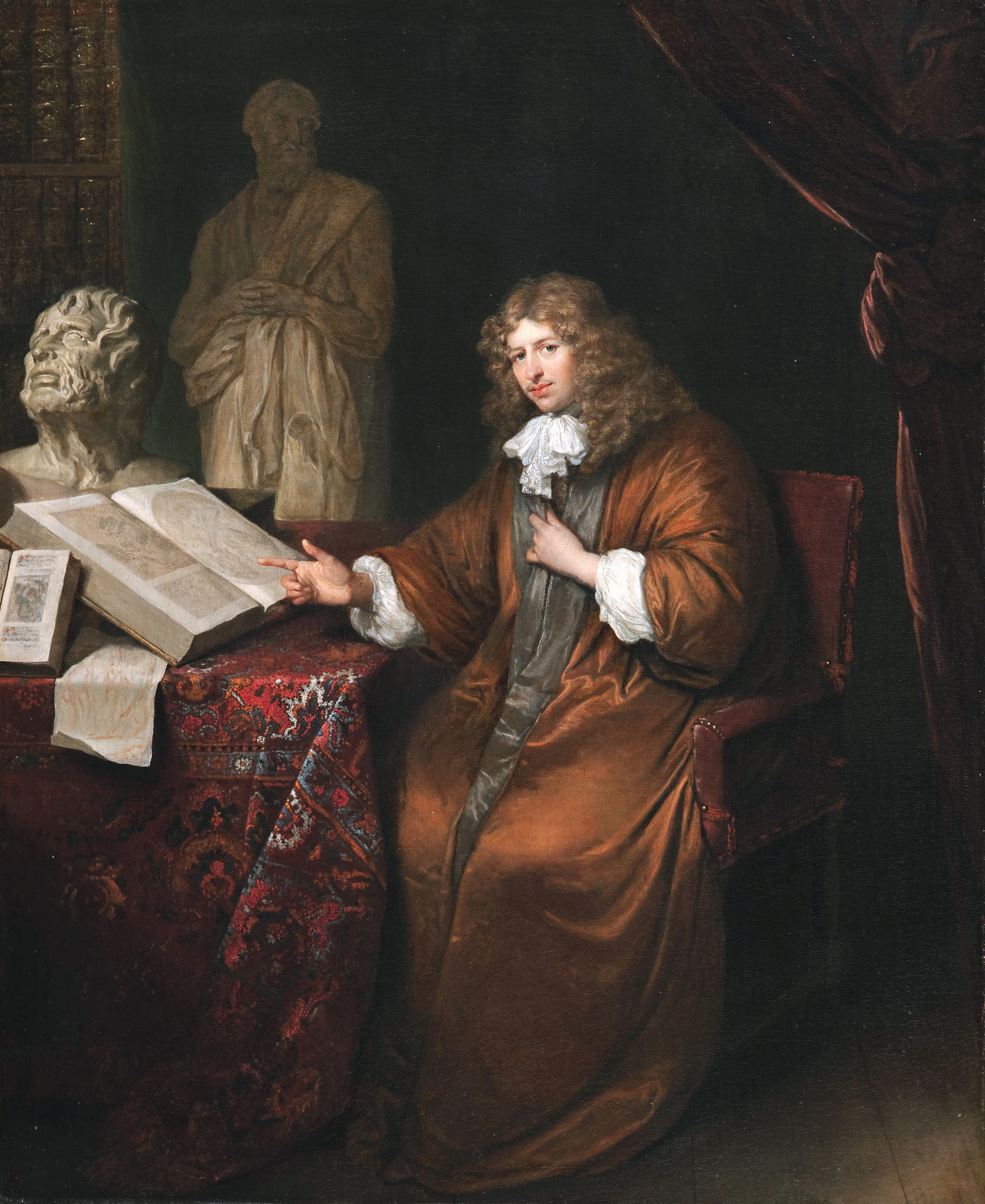
Каспар Нетшер. Абрахам Леннеп в кабинете

## «Малые голландцы»
В Голландии XVII века жили и работали около 2000 художников. Большинство из них принято обозначать условным термином «малые голландцы», который отражает как небольшой размер, так и камерный характер их произведений. Малые голландцы работали преимущественно в трёх жанрах — пейзаж, натюрморт и бытовой жанр — причём для них была характерна узкая специализация.

## Утрехтские караваджисты
Отдельную группу в искусстве Голландии XVII века заняли так называемые «утрехтские караваджисты». Жители Утрехта, в отличие от большинства художников протестантской Голландии, исповедовали католицизм и всё ещё поддерживали связь с культурным и религиозным центром того времени — Римом. Тут в том числе работали представители нидерландского маньеризма предыдущей эпохи, то есть XVI века. Среди художников, десятилетиями живших и работавших в Риме, были Хонтхорст, Дирк ван Бабюрен, Паулюс Бор, Тербрюгген. Последний встречался в Риме с самим Караваджо и оказался под впечатлением от его произведений.

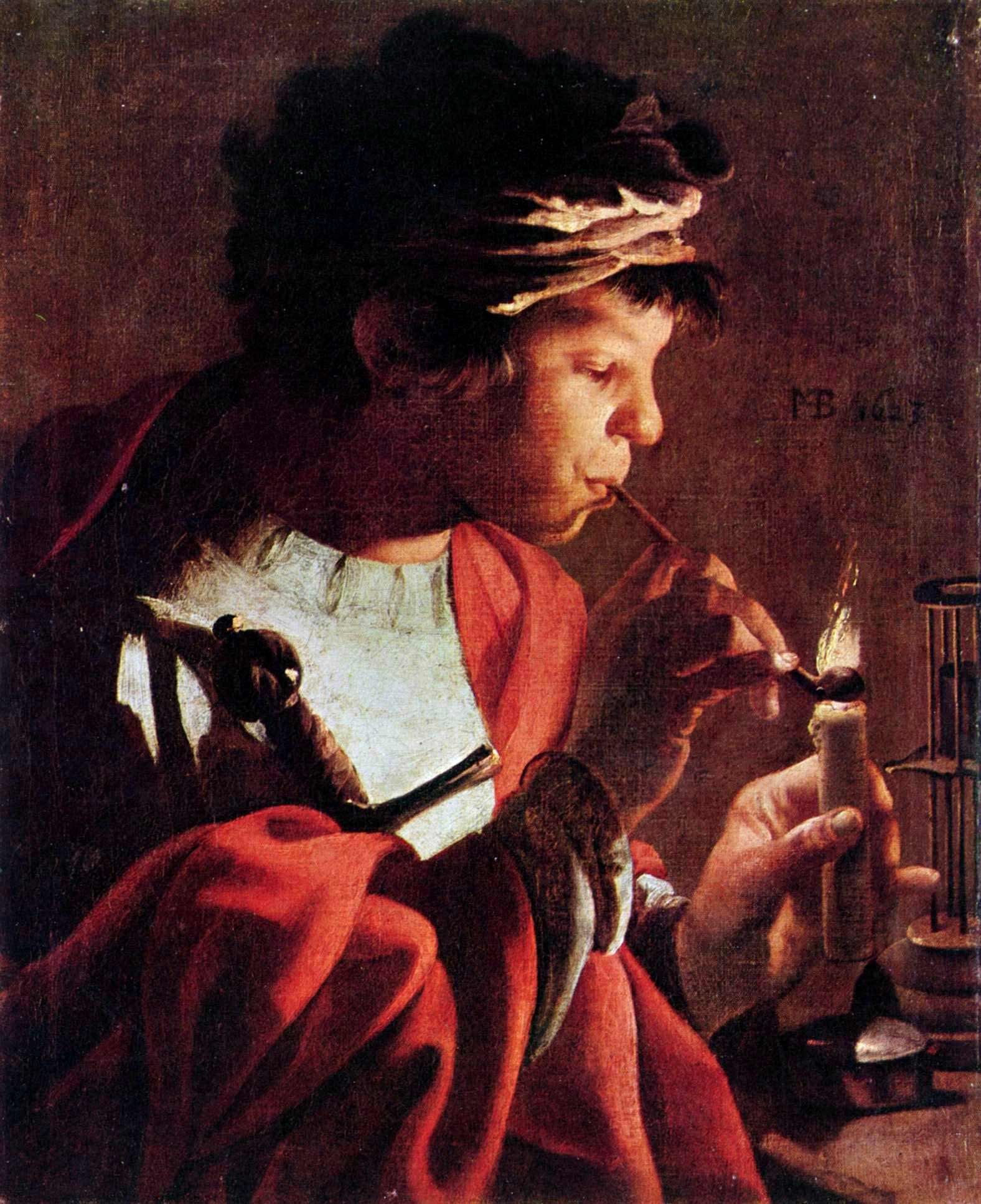
Тербрюгген. Молодой воин раскуривает трубку. 1623. Эгер, Венгрия
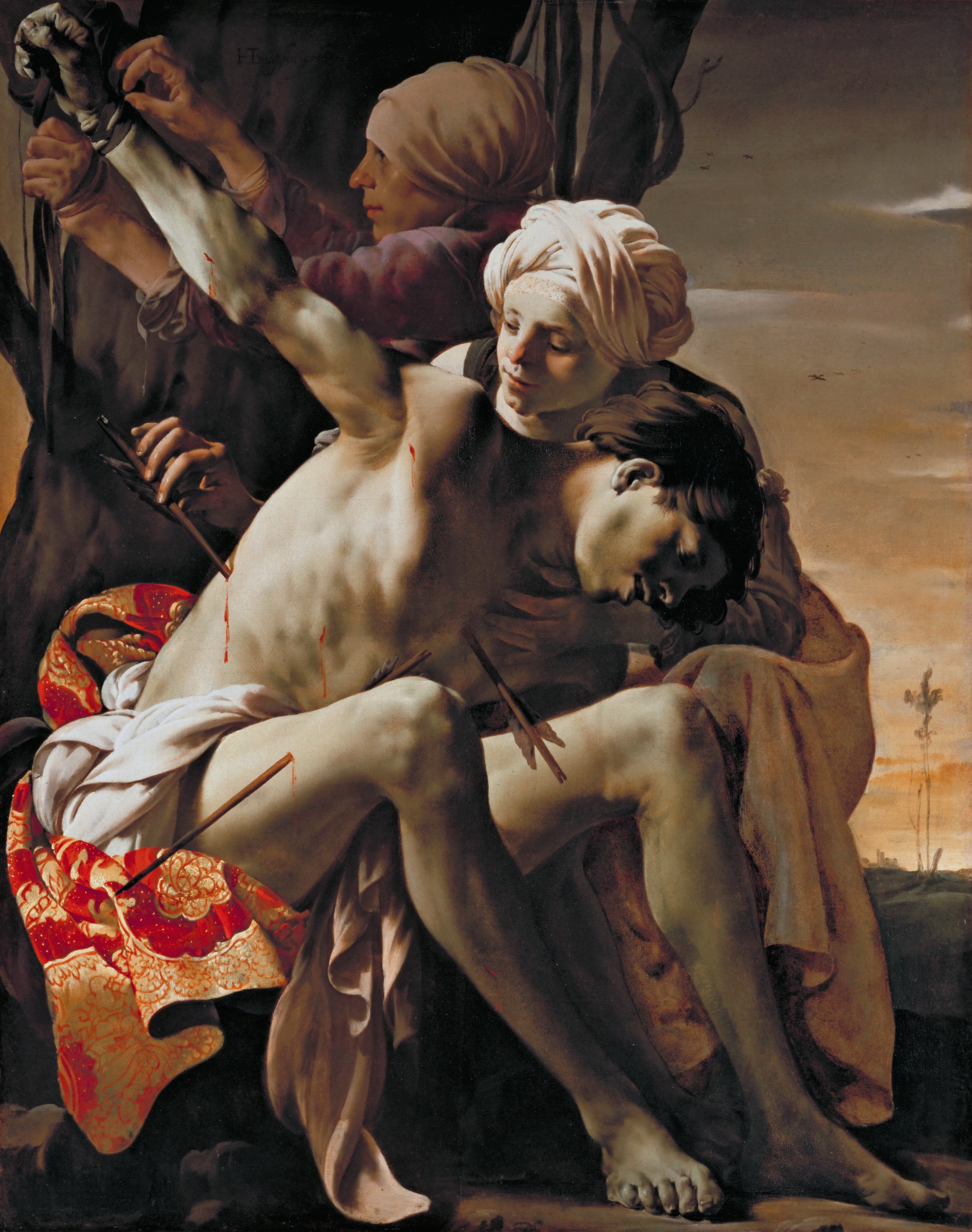
Тербрюгген. Святая Ирина спасает Святого Себастьяна
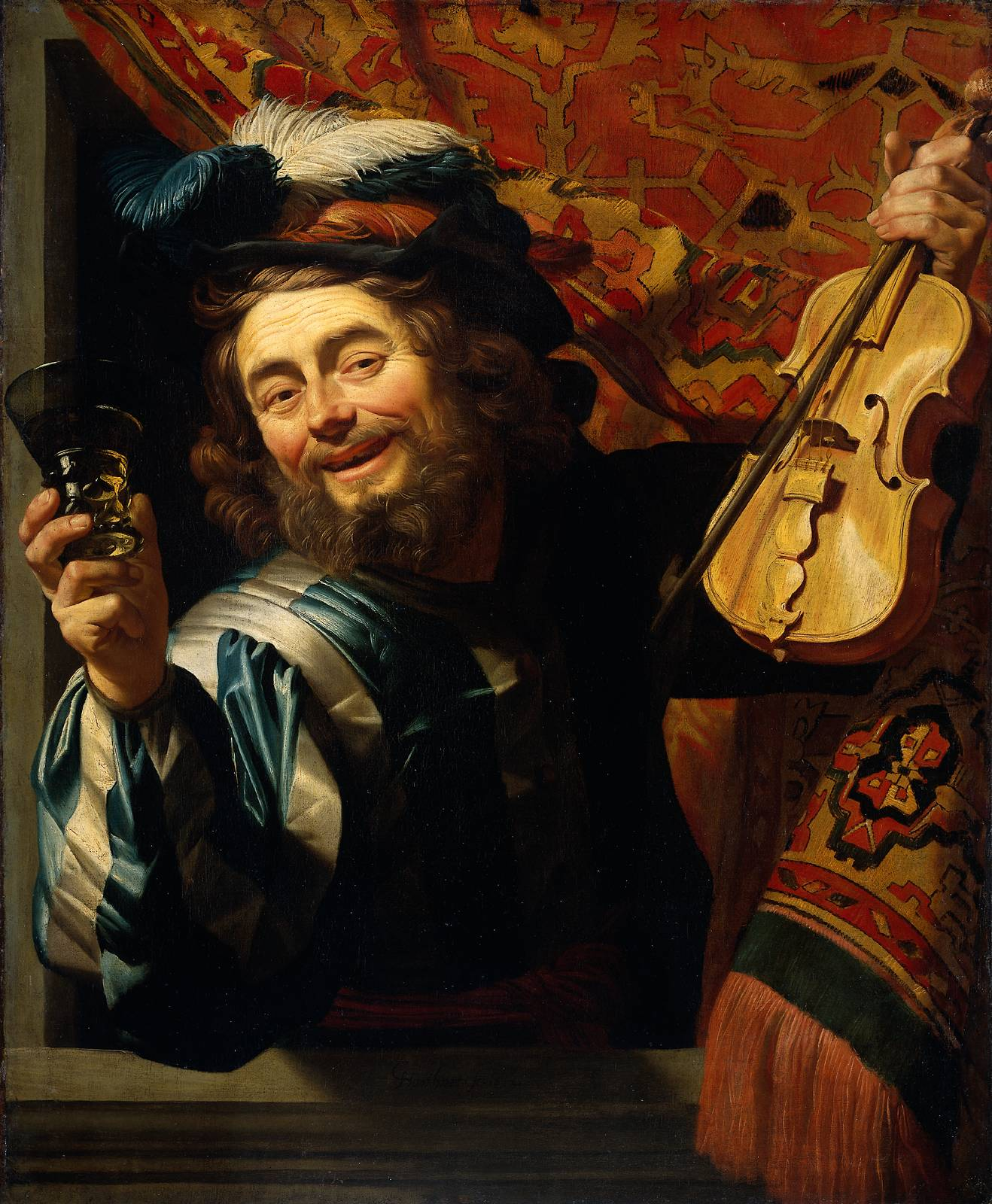
Хонтхорст. Пьяный скрипач. 1623
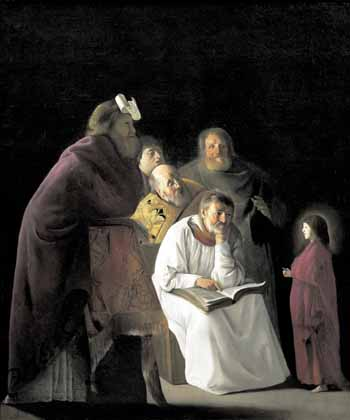
Паулюс Бор (или его круг). Христос среди учителей. около 1635
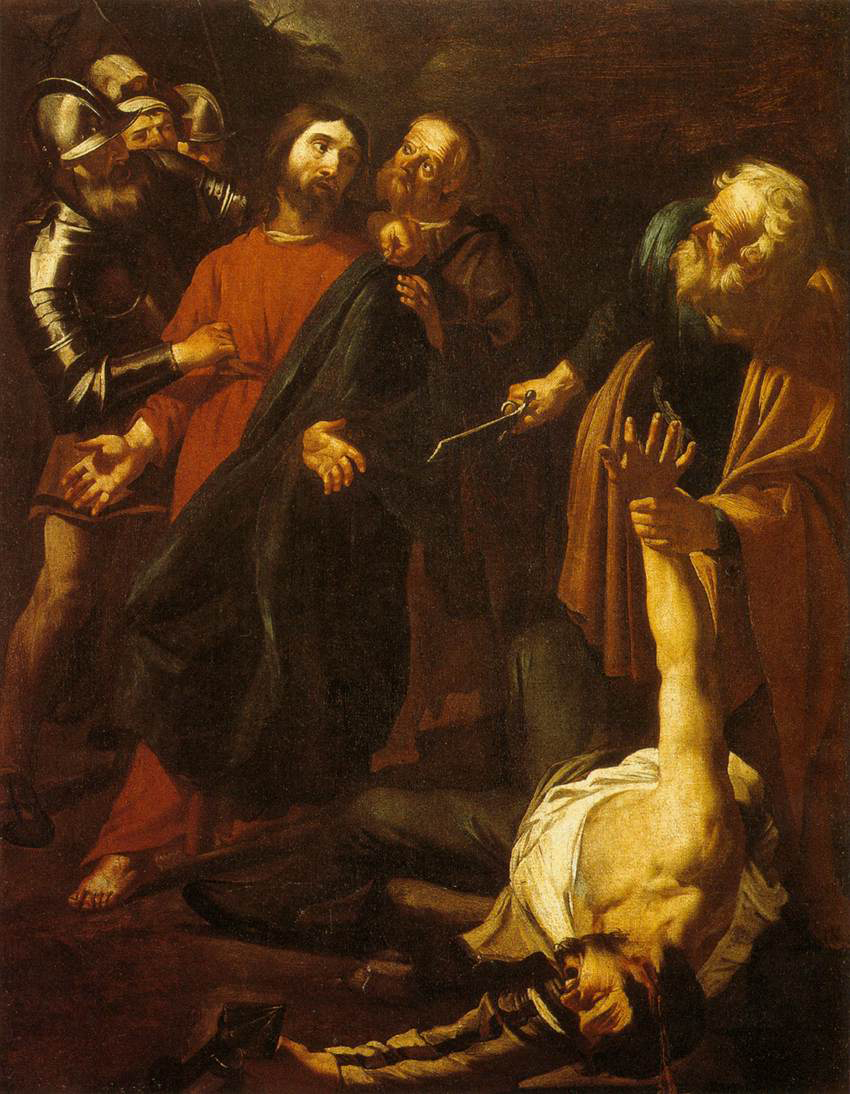
Бабюрен. Христа берут под стражу.

Поселился и всю жизнь провёл в Италии Маттиас Стом, чьи работы стали достоянием культуры двух стран — Италии и Голландии XVII века.

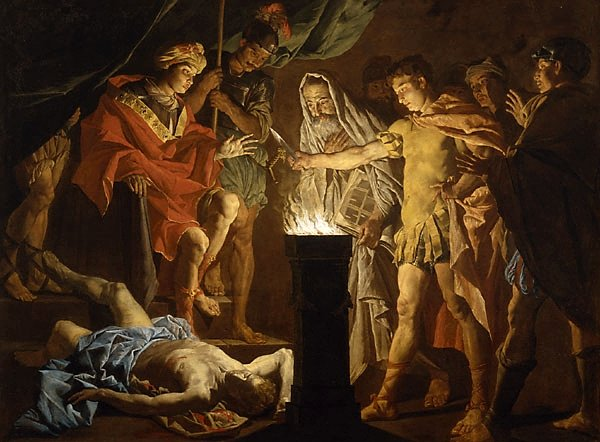
Маттиас Стом. Муций Сцевола. 1640-е годы
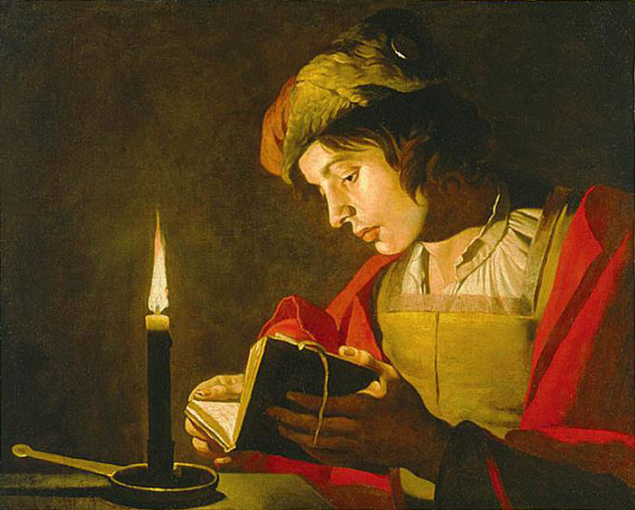
Маттиас Стом. Юноша, читающий при свече
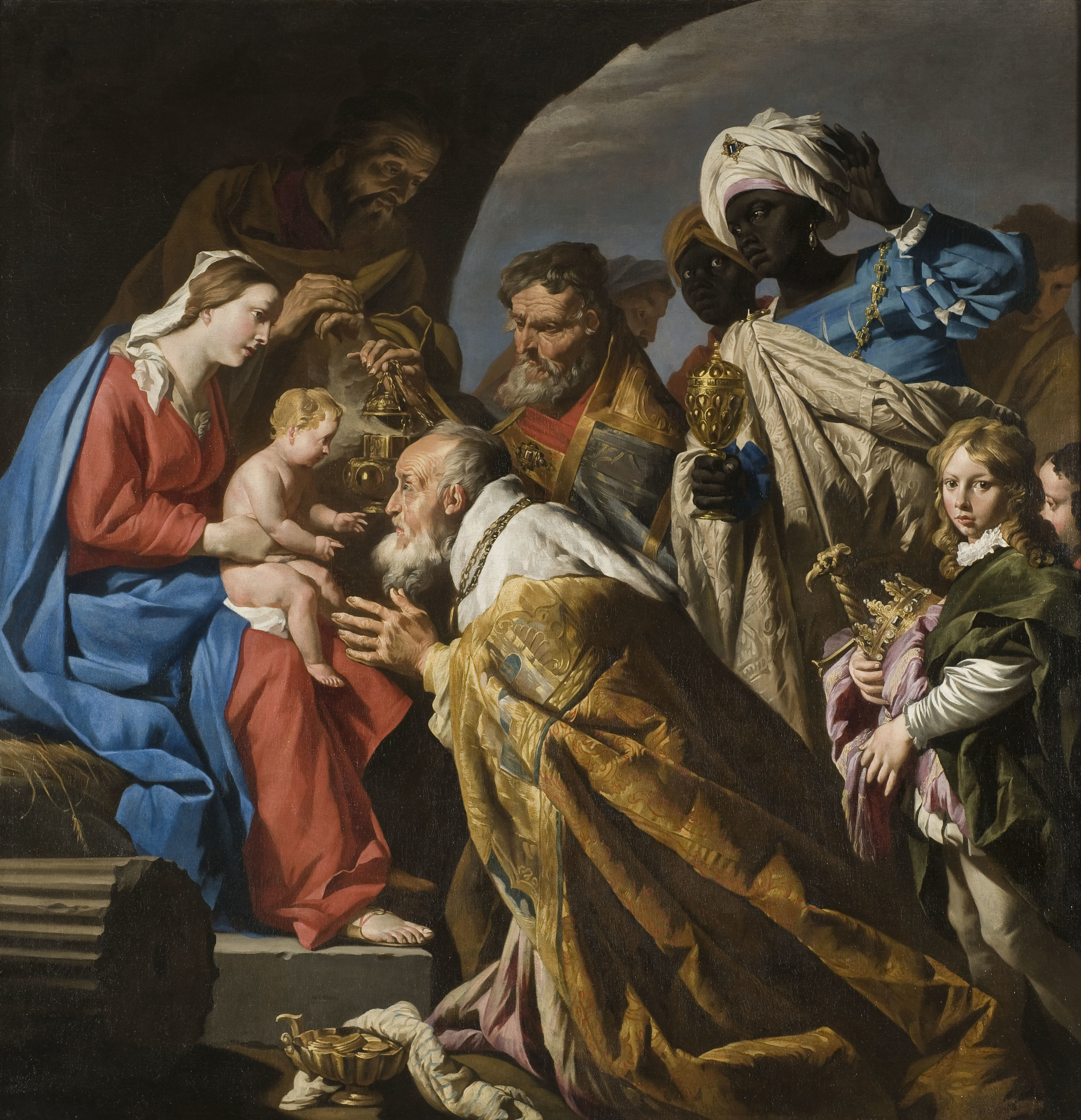
Маттиас Стом. Поклонение волхвов
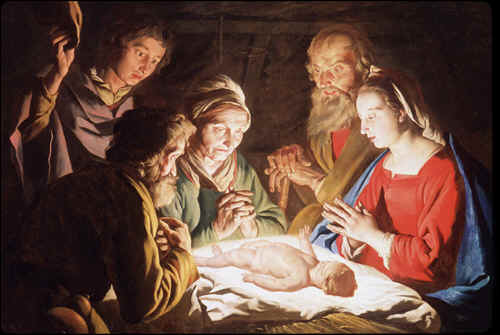
Маттиас Стом. Поклонение пастухов. Музей искусств, Северная Каролина

## Офорт в XVII веке

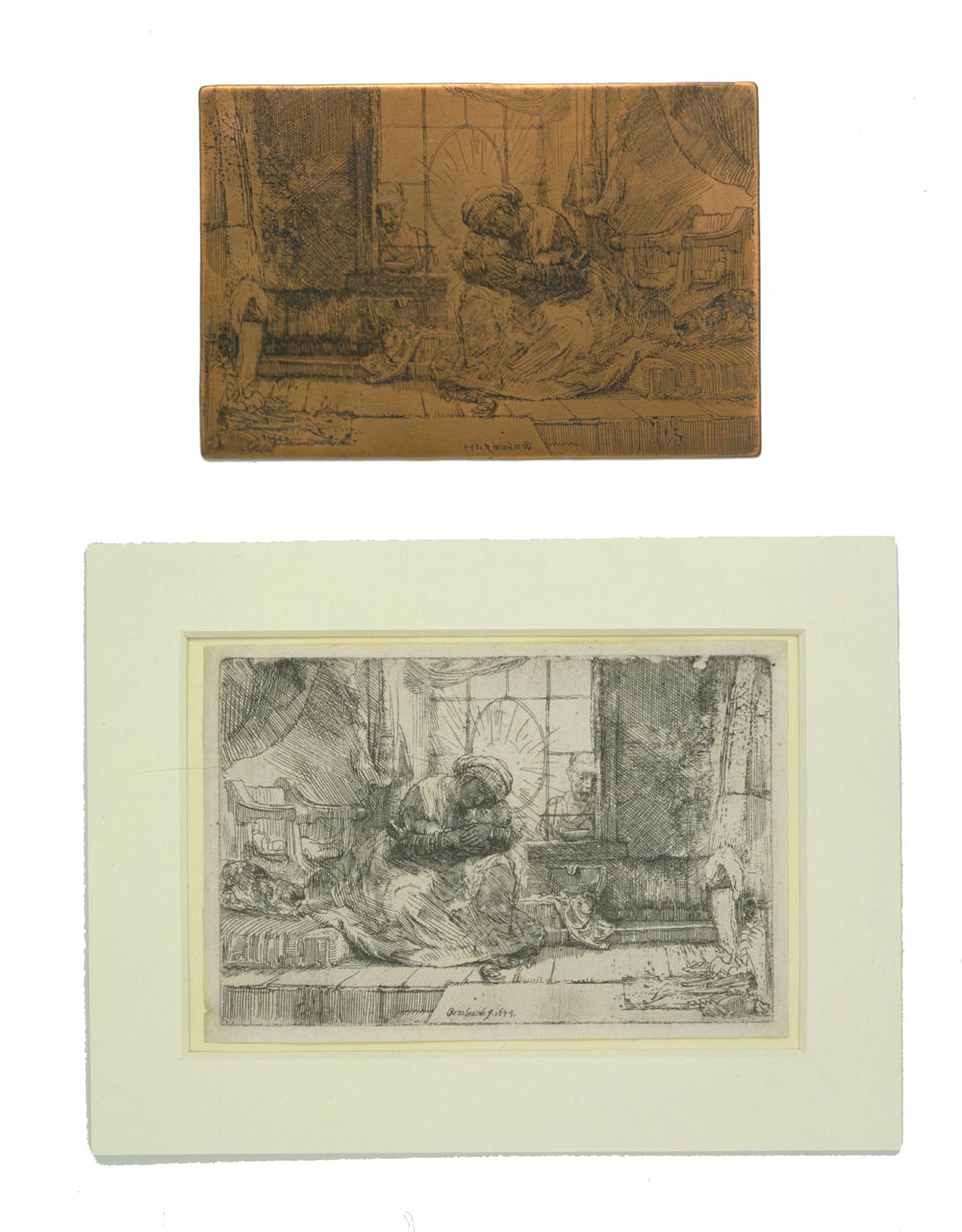
Рембрандт. Матрица для офорта «Мадонна с младенцем и котом» (медь) и отпечаток офорта на бумаге. Музей Виктории и Альберта, Лондон

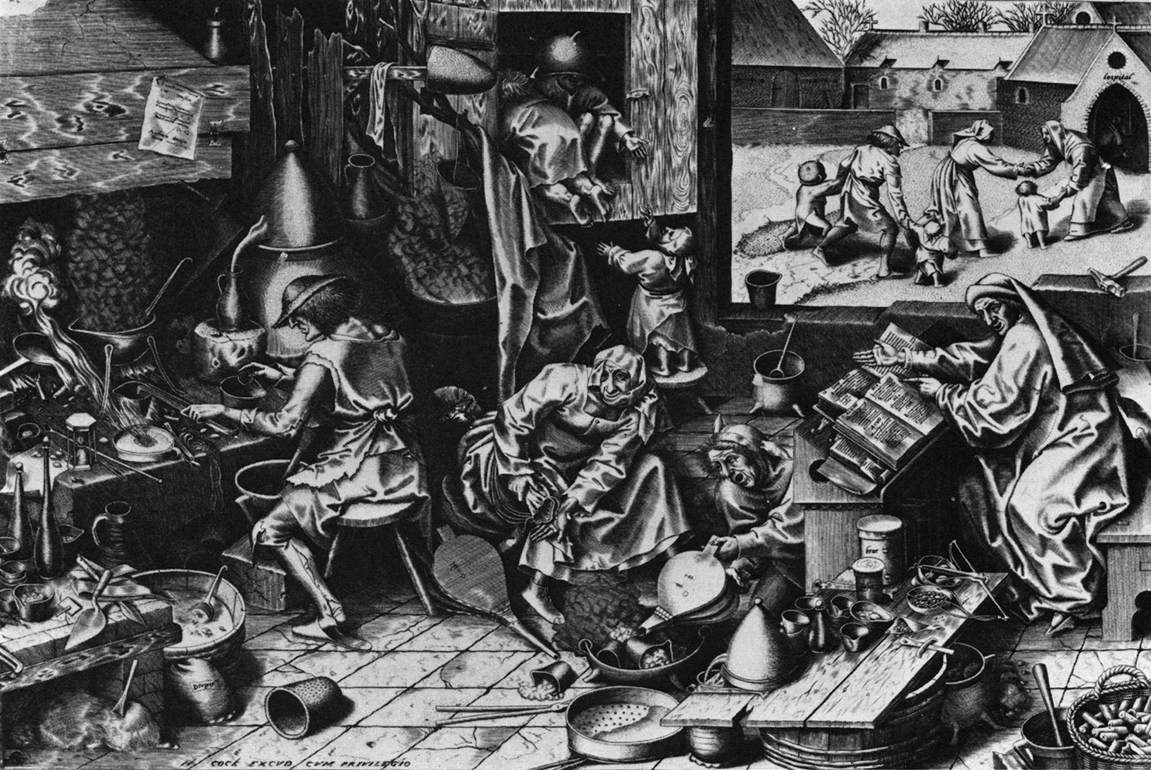
Питер Брейгель Старший. Катастрофа алхимика

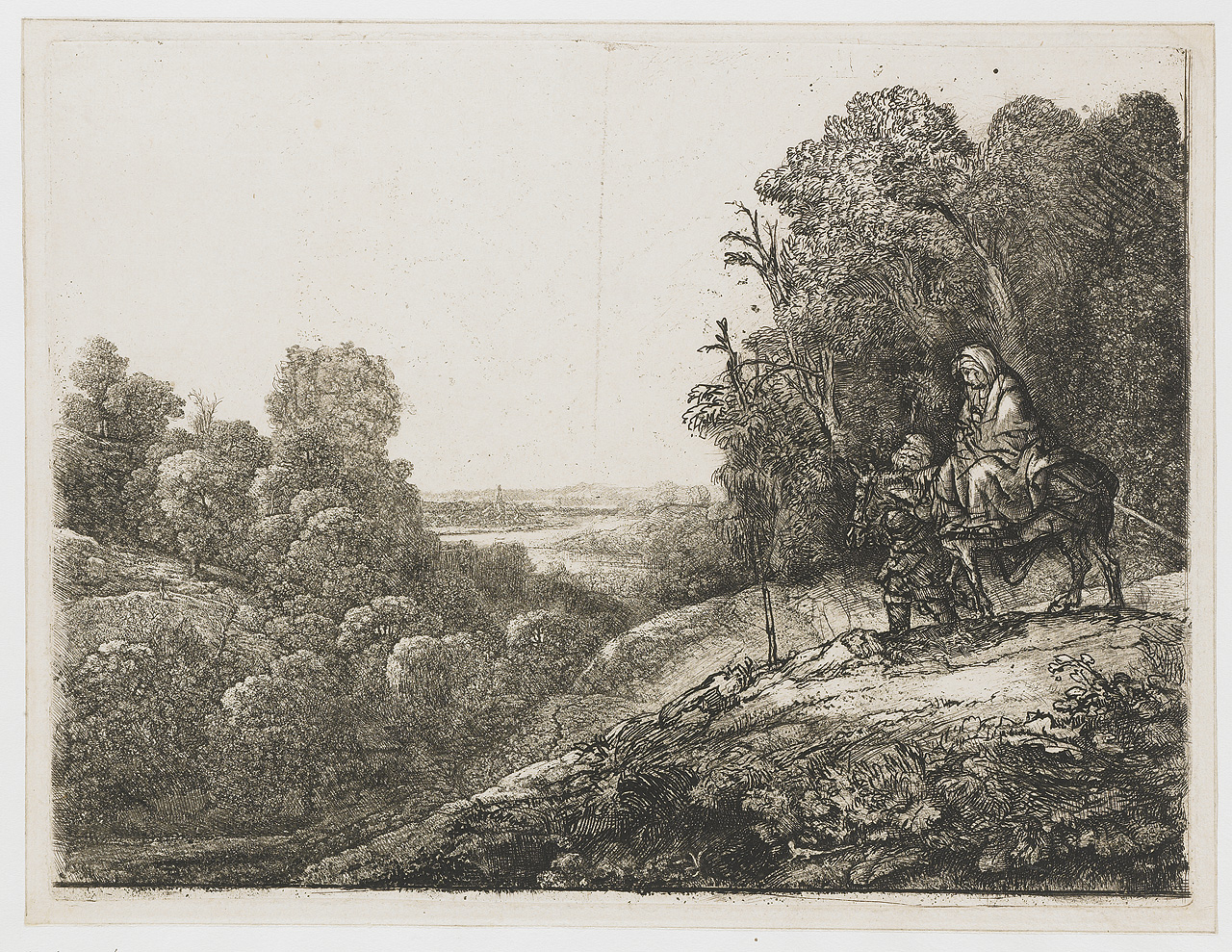
Рембрандт (подражание Сегерсу). Отдых на пути в Египет

Развитие гравюры XVI века в Нидерландах (Лука Лейденский, Иеронимус Виерикс, Питер Брейгель старший) подготовило расцвет техники голландского офорта в XVII веке. Новичками на этом пути были художники Харлемской гильдии Св. Луки — Эсайас ван де Вельде, Виллем Бейтевег и Геркулес Сегерс (или Герард Сегерс).
Эсайас ван де Вельде основал в офорте тему голландского сельского пейзажа. Наивные виды уступали панорамным изображениям его соотечественников-последователей (Ян ван Акен, Адриан Остаде, Антони Ватерлоо), но были первыми по времени.
Более одарённым был художник Виллем Бейтевег. Значительная художественная одарённость сделала непохожими между собой как его картины и рисунки, так и офорты. Он отличался приверженностью к камерам риторов (тогдашний голландский театр), к преувеличениям и гротеску, дружил с комедиографом Бредеро. Современники прозвали его «Хитроумным Виллемом». В 1621 году вышла в печать его серия офортов с пейзажами. В основном простые мотивы его пейзажей оживляли или редкие персонажи, или порыв ветра, наклоняющего верхушки деревьев. Сюжеты простые, крестьянские — дорога, кусты возле канала, хижины крестьян среди деревьев. Настроение офортов Бейтевега — неторопливое, иногда с оттенком скуки. Однако картины Виллема Бейтевега станут шагом вперёд в сравнении с упрощенными опусами пейзажей на офортах Эайаса ван де Вельде. Виллем Бейтевег умер в возрасте 30 лет, и в дальнейшем голландский офорт развивался без него. О вкладе Бейтевега в голландскую гравюру свидетельствуют интерес к его произведениям Сегерса и Рембрандта. Последний собирал его офорты, а в годы учёбы — копировал их.
Поднять на новую ступень голландский офорт сумел Геркулес Сегерс (1589—1638). Никакого покоя, никакой неторопливости — он умел быть разным и неожиданным. Его панорамные пейзажи зовут в синеву, побуждают к долгому созерцанию, пугают неизвестным будущим, далёким от опасности. Простые мотивы офортов ван де Вельде или Бейтевега только на ощупь искали сюжеты и соответствие им технических возможностей самой офортной техники. Образцы офортов Сегерса самостоятельны по сюжету и уже сопоставимы с образцами нидерландской живописи. Они могли быть как точным воспроизведением и конкретного пейзажа («Панорама Амерсфорта»), и условным сочетанием реальных элементов горных долин с хижинами, деревьями и лодками в дальних заливах («Река в горной долине»), так и совершенно фантастическими, тревожными фантасмагориями («Скалистая долина с рекой и дорогой»). Иногда Сегерс чувствовал усталость от тревожных фантасмагорий собственных пейзажей, и тогда возникали офорты-натюрморты («Книги»). Фанатично преданный гравюре, художник был склонен к новациям, к экспериментам, что не всегда приводило к находкам, приятным и приемлемым для современников. Он не пользовался популярностью, а его офорты не хранили. Осталось примерно 50 его графических произведений, а некоторые — вообще в единичных образцах, что указывает и на малые тиражи офортов мастера, и на значительное количество уничтоженных произведений.

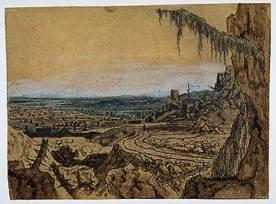
Горный пейзаж со склоненной елью над дорогой
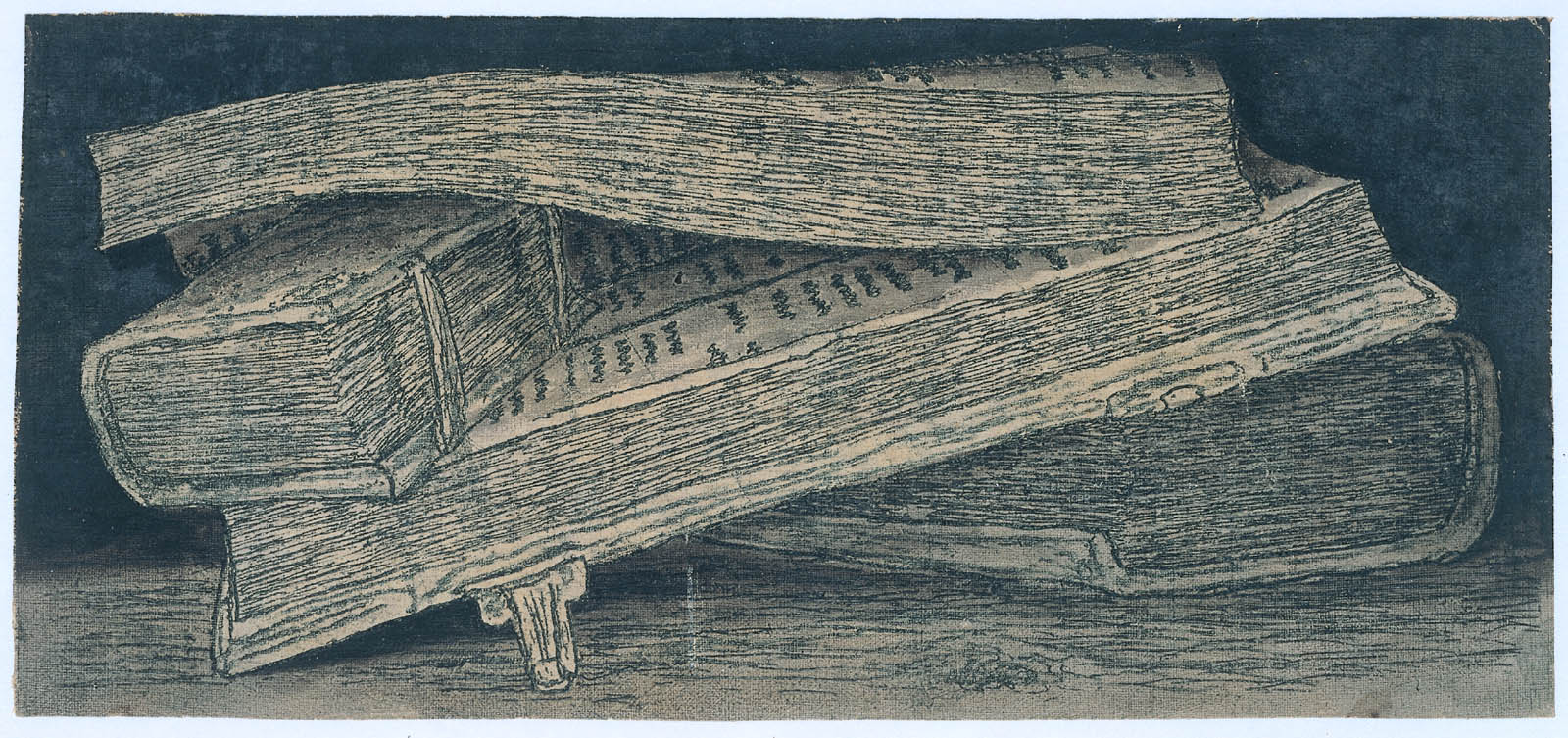
Книги
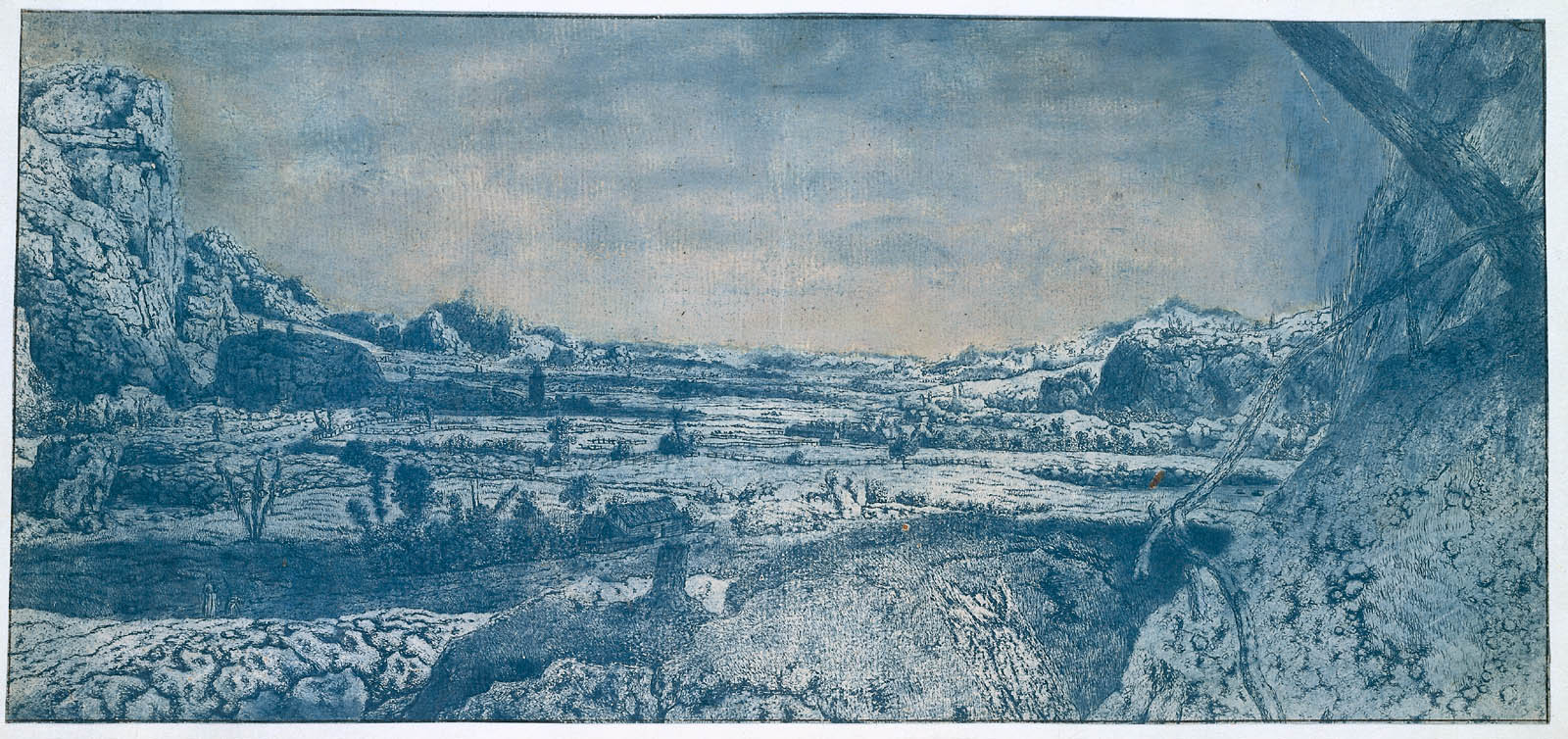
Горная долина с огороженными участками
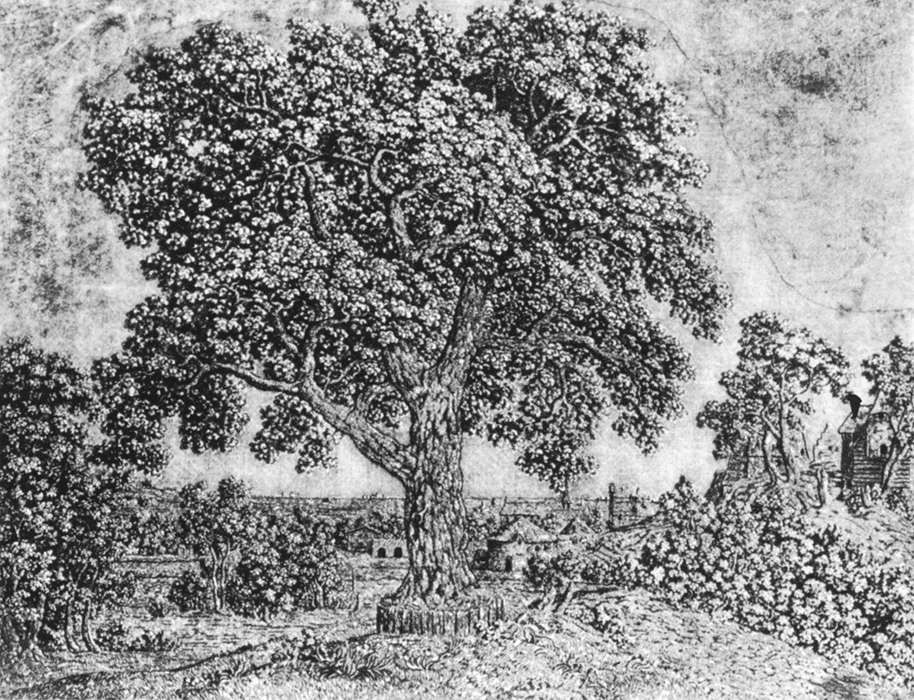
Большое дерево

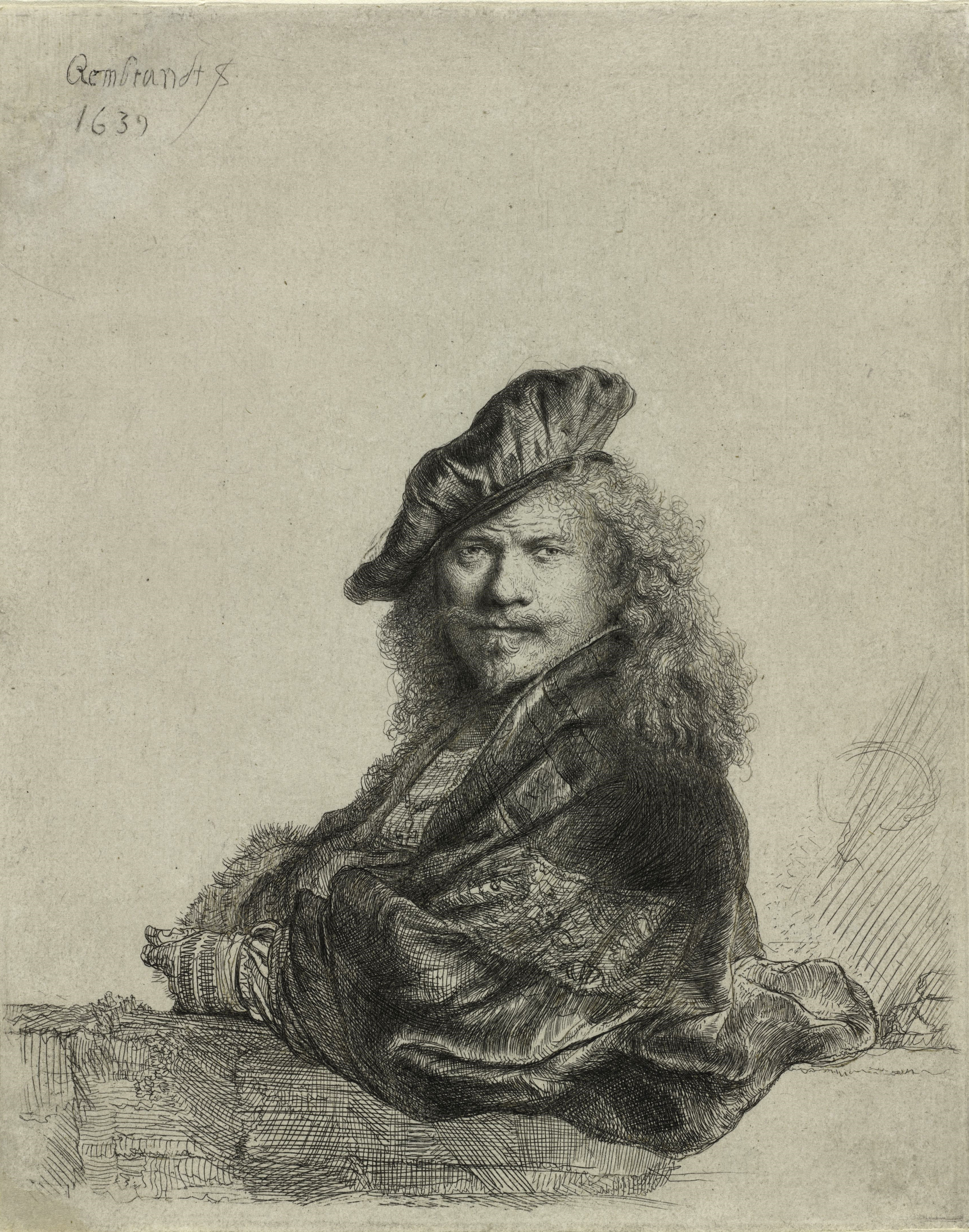
Рембрандт. Автопортрет. Опираясь на каменный парапет, 1639

Если широкая общественность мало ценила находки Сегерса, то художники, наоборот, и воспевали, и развивали дальше, несмотря на гнетущее, драматическое настроение его произведений. Среди ценителей творчества Сегерса был сам Рембрандт. Заинтересованный в повышении своего мастерства, Рембрандт, который не был на стажировке в Италии, приобрёл на аукционе доски-матрицы Геркулеса Сегерса, а матрицу «Побег Св. Семьи в Египет» переделал в собственный офорт. Главный ценитель офортов Сегерса и талантливый пейзажист, Якоб ван Рёйсдал, тоже иногда обращался к технике офорта.
Рембрадту было тридцать, когда умер Геркулес Сегерс. Он уже 10 лет занимался офортом, хотя и не был ни фанатично преданным офортной технике (как Сегерс), ни склонным к значительным экспериментам с самой техникой. Но художник принес в офорт разнообразие и глубину человеческих чувств, отчаянных стремлений, пафос поисков и трагизм судьбы, даже героизм поступков, драму старости и прощание с миром. Рембрандт внёс в офорт, бывший до того лишь одной из множества графических техник XVI века, столько мастерства и психологической глубины, что тот перестал быть техническим курьёзом и забавой чудаков-художников. К тому же Рембрандт занимался офортом практически всю жизнь, оставив около двухсот девяноста образцов. Поэтому его офорты вобрали и его сюжетные ходы, и рост технического мастерства, и художественную раскованность последних драматических лет жизни. По рембрандтовым офортам начали измерять высокую ступень и художественное качество офортов других художников, если те обращались к этой технике.

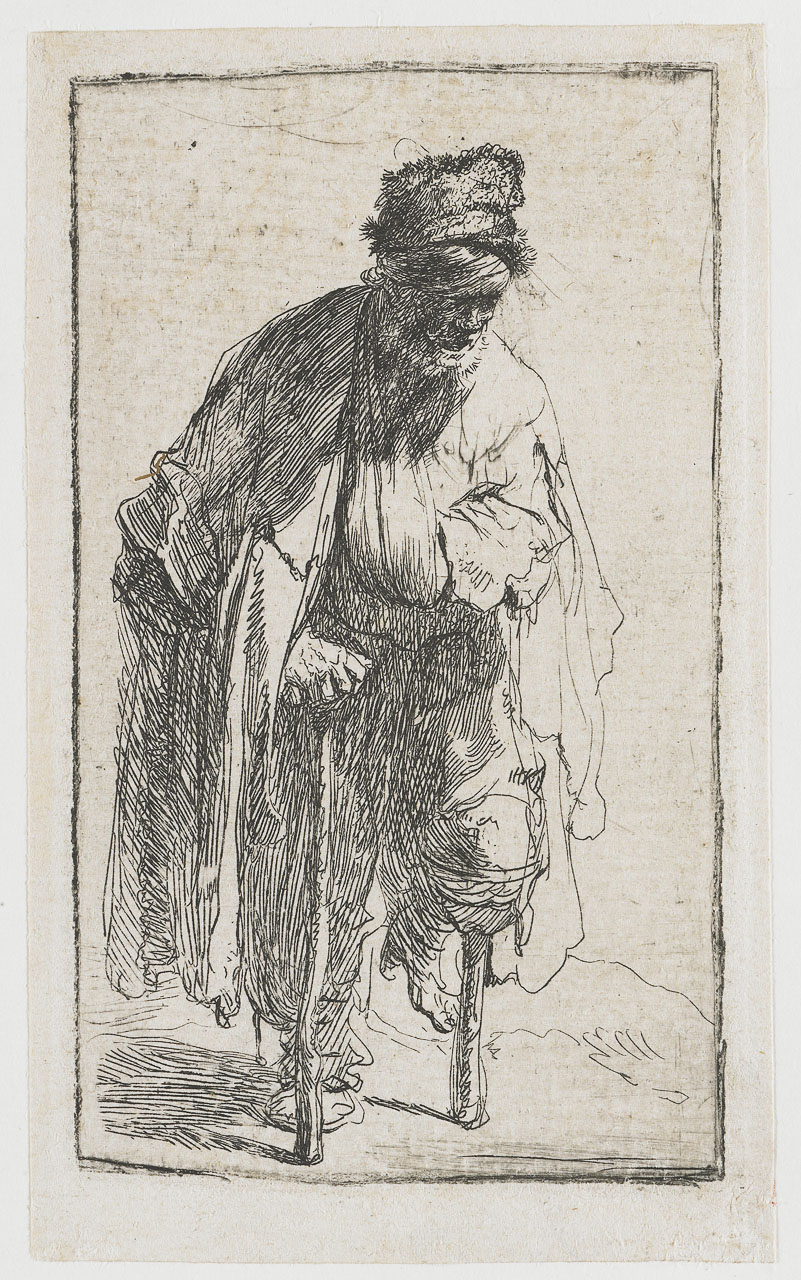
Калека
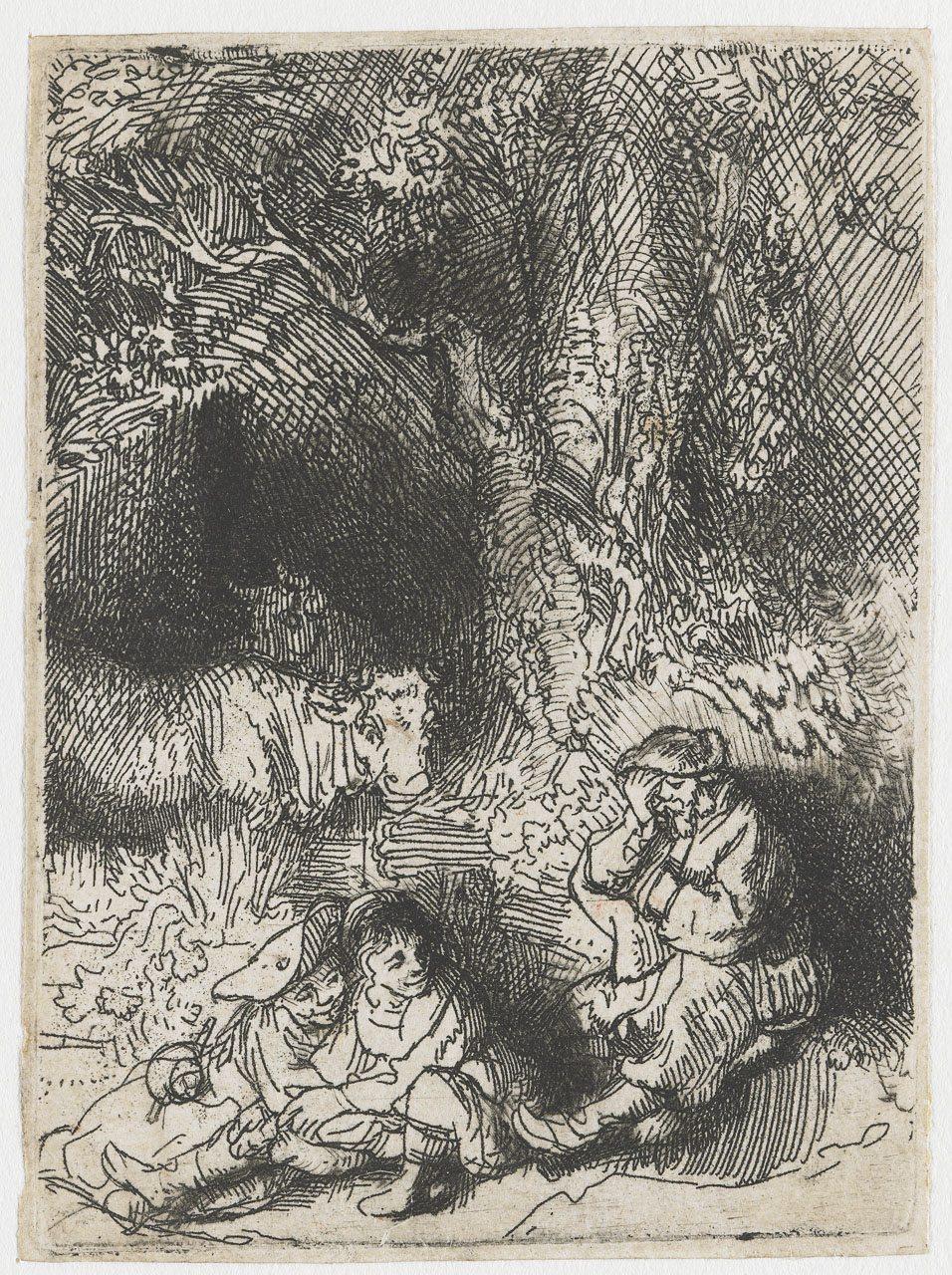
Спящий пастух
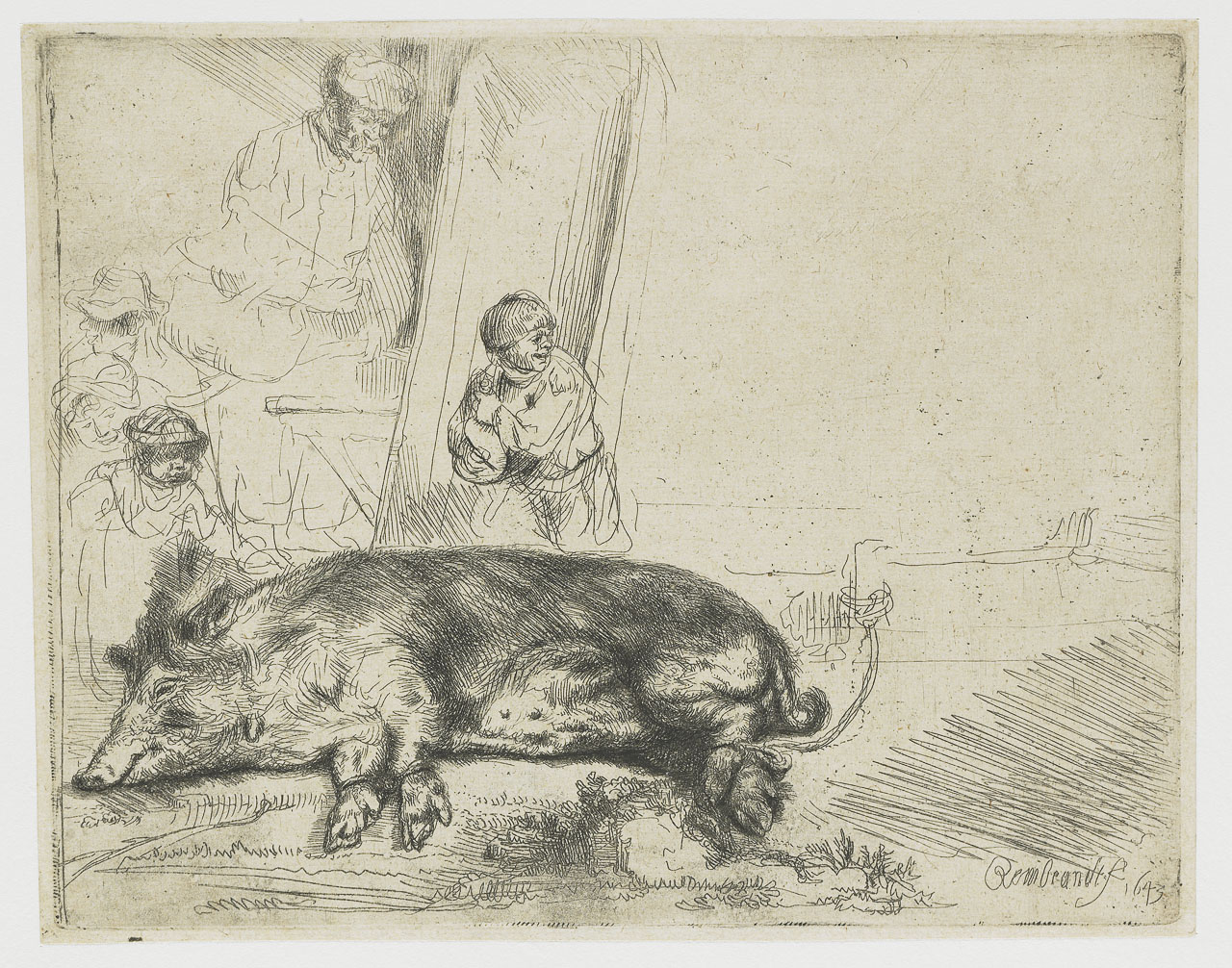
Кабан
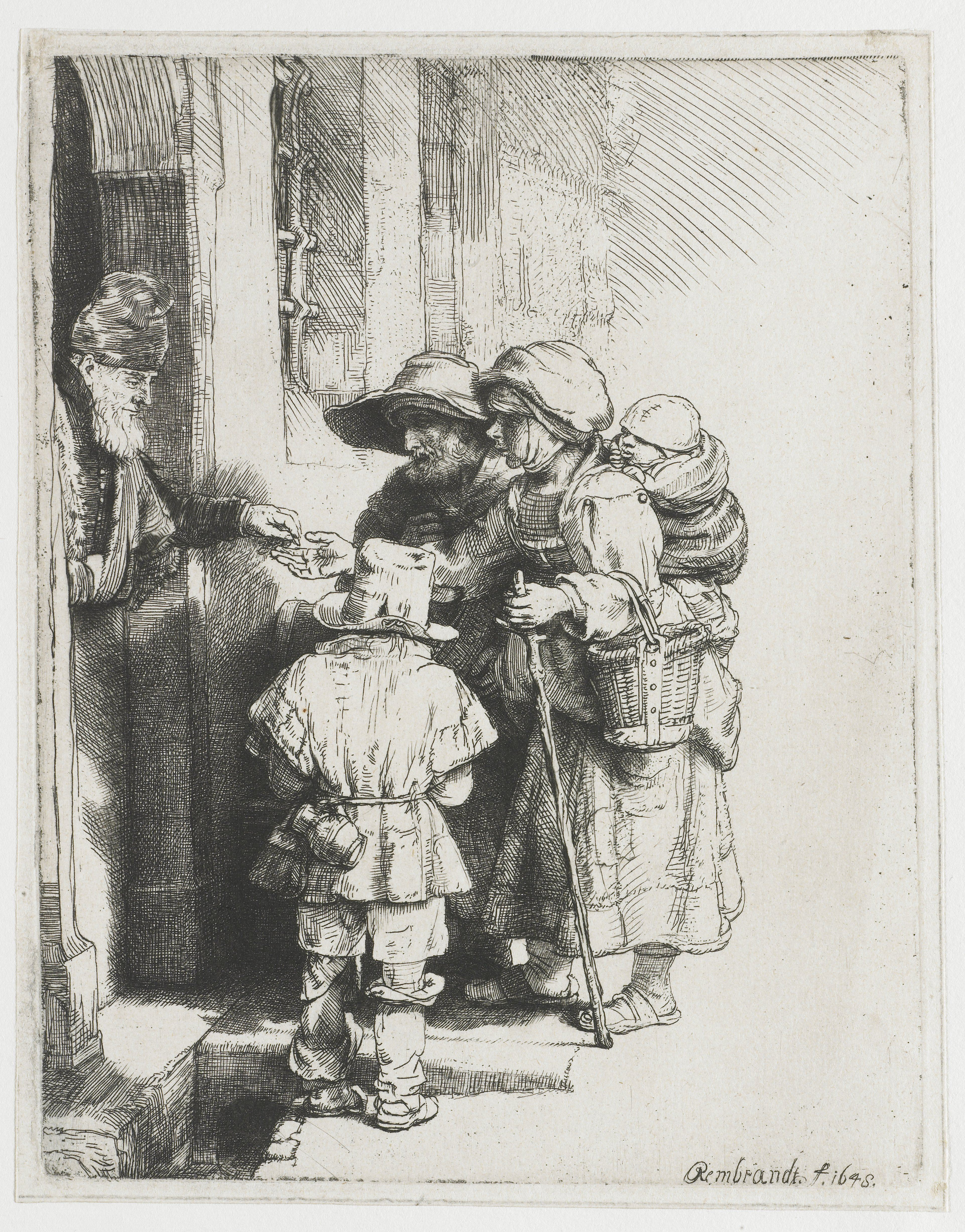
Нищие, получающие милостыню у двери дома
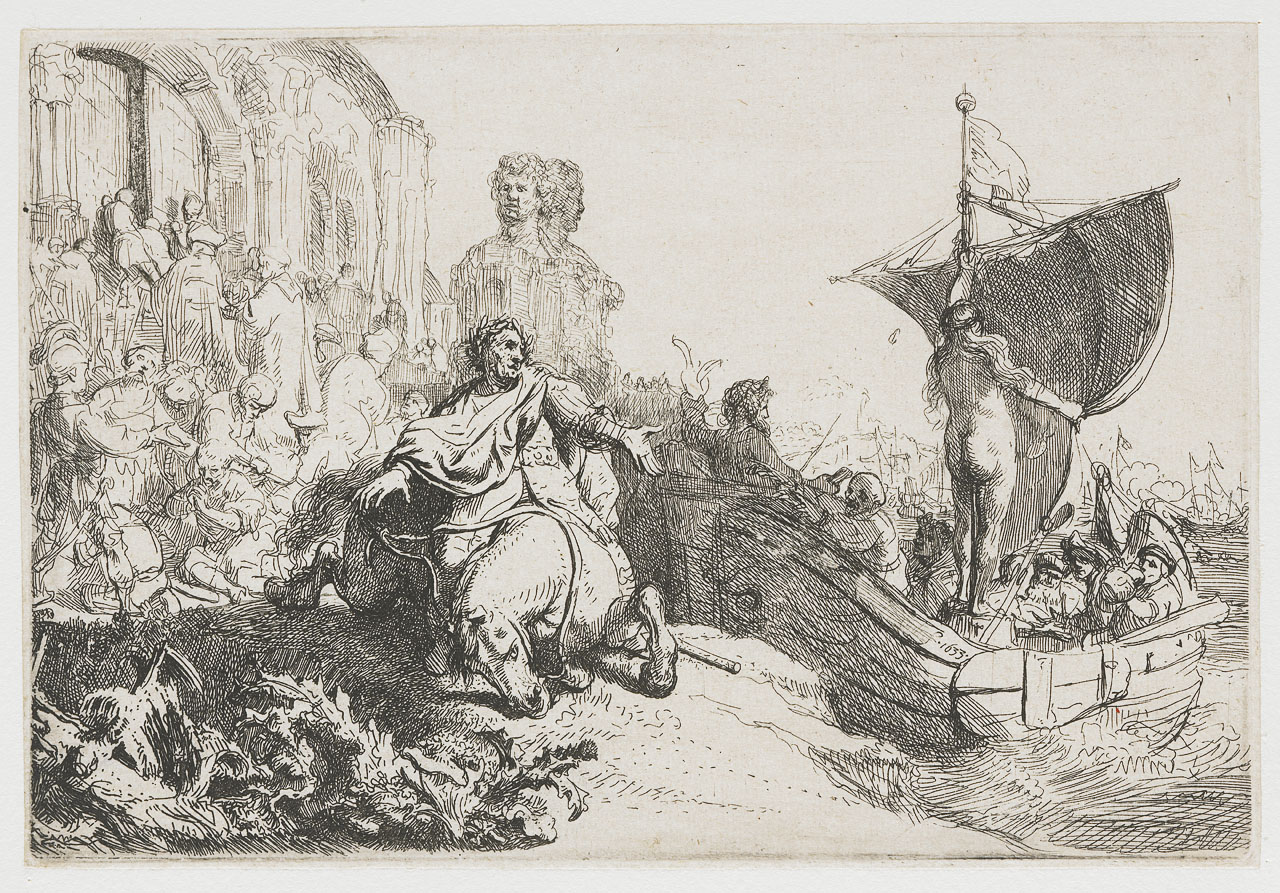
Корабль судьбы
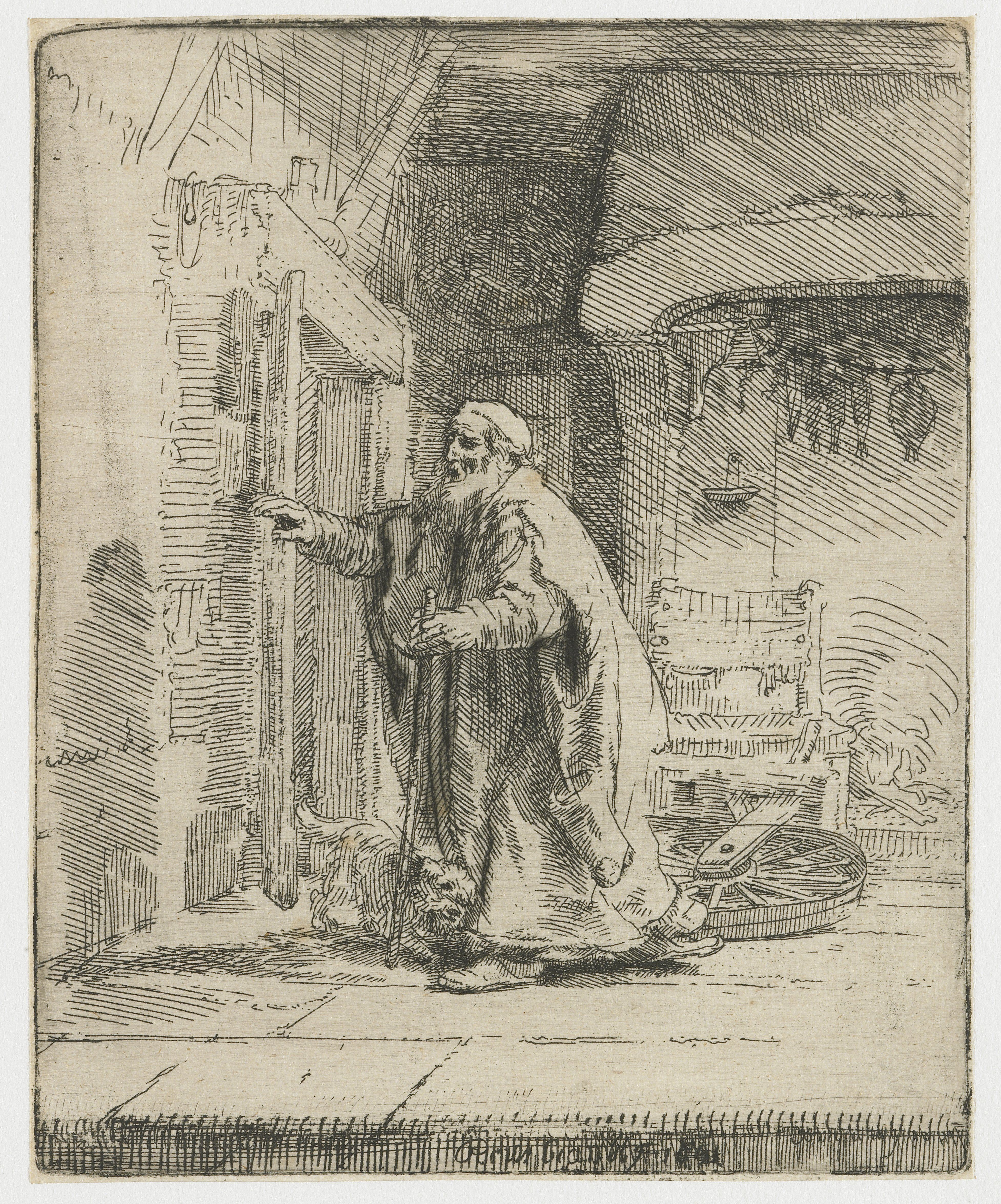
Слепота Товия
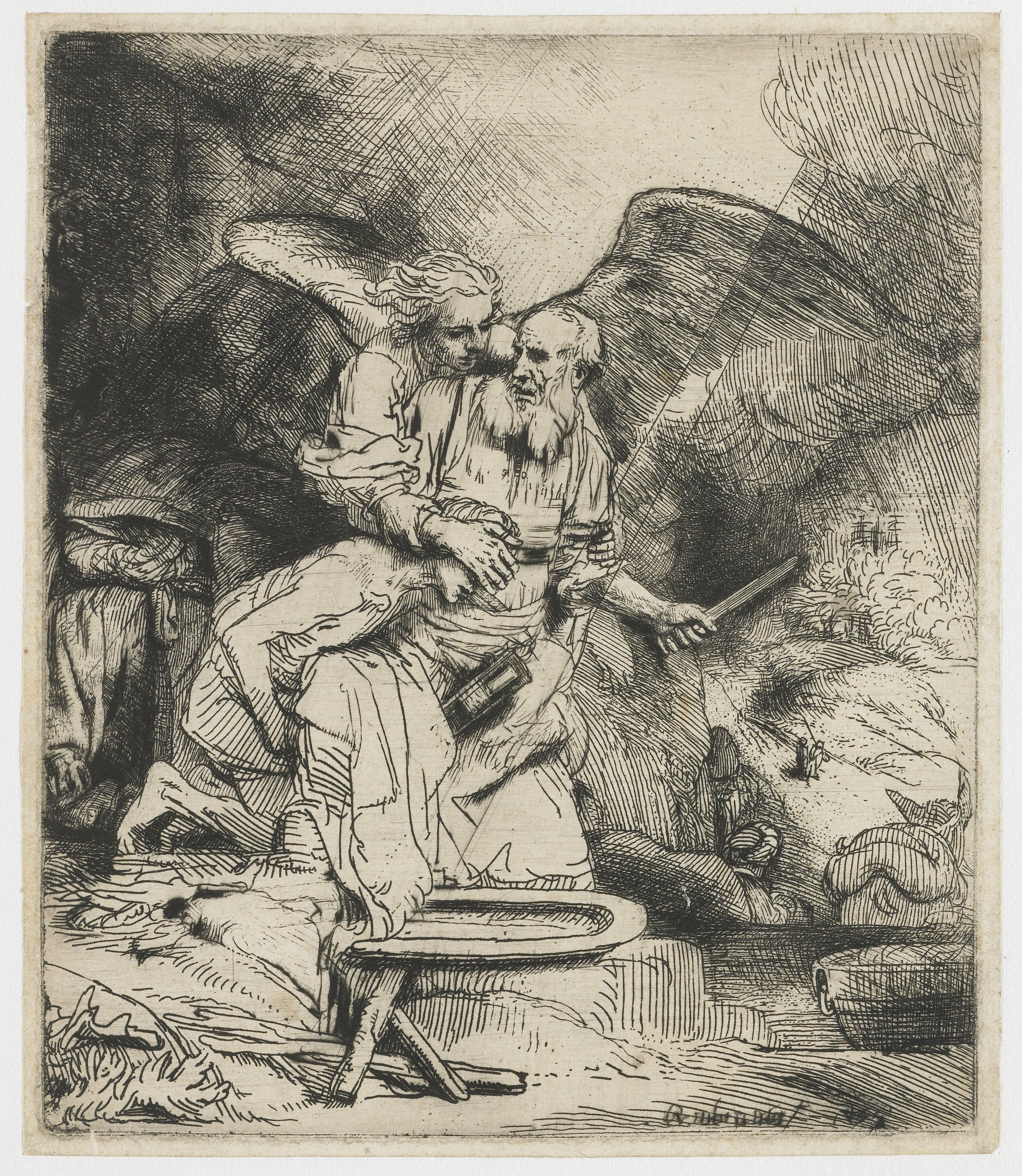
Жертвоприношение Авраама
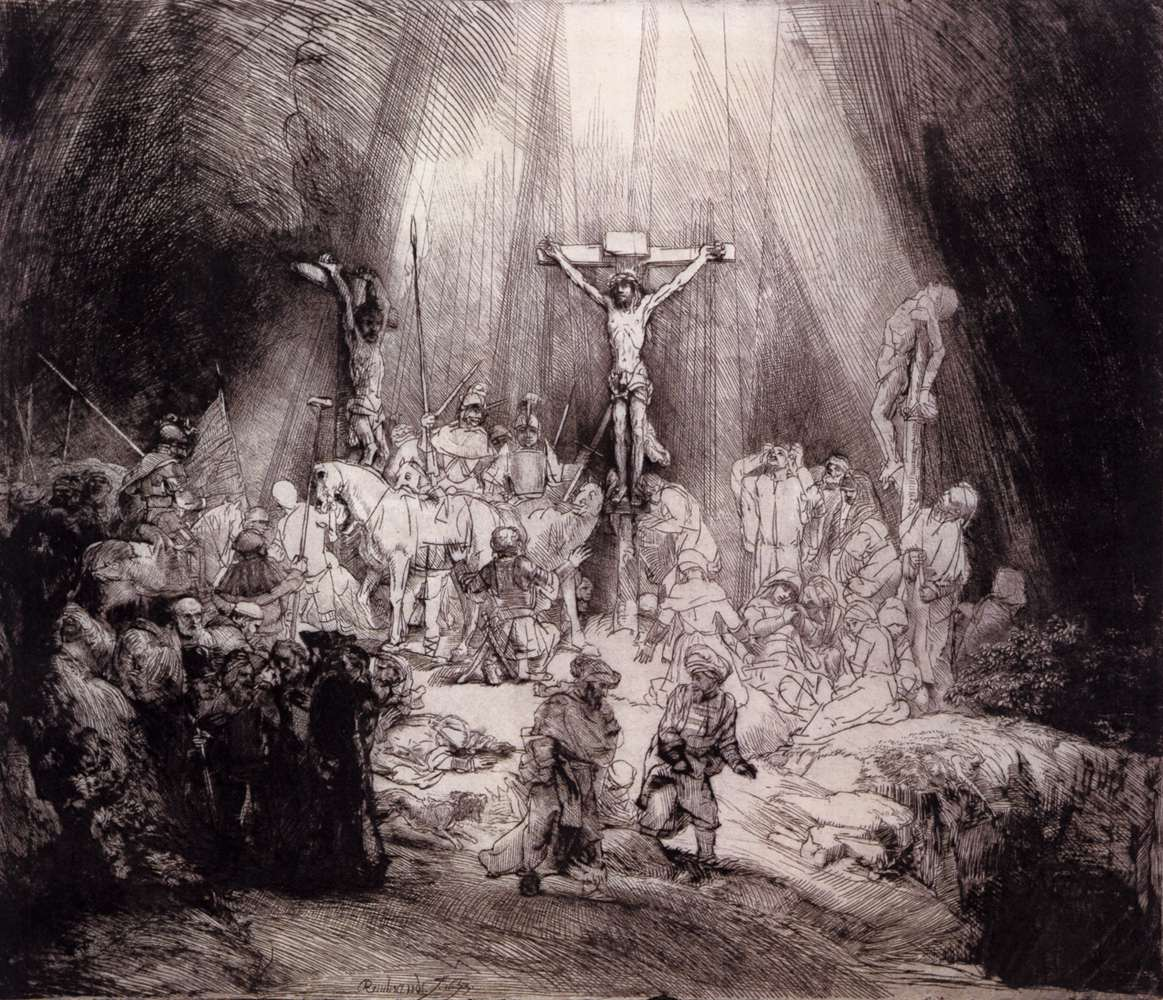
Три креста (I состояние)

Голландский офорт после Рембрандта — более разноцветный, широкий по сюжетам и более спокойный. Мастера охотно берутся за топографические карты, портреты, пейзажи разных городов, бытовой жанр. Тем не менее в конце XVII века офорт несколько потерял статус высокого искусства.

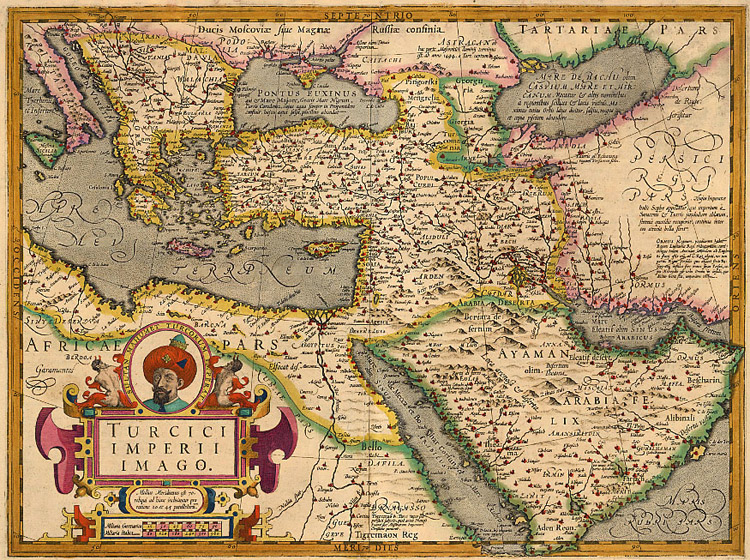
Меркатор и Хондиус. Турецкая империя, карта 1609 года
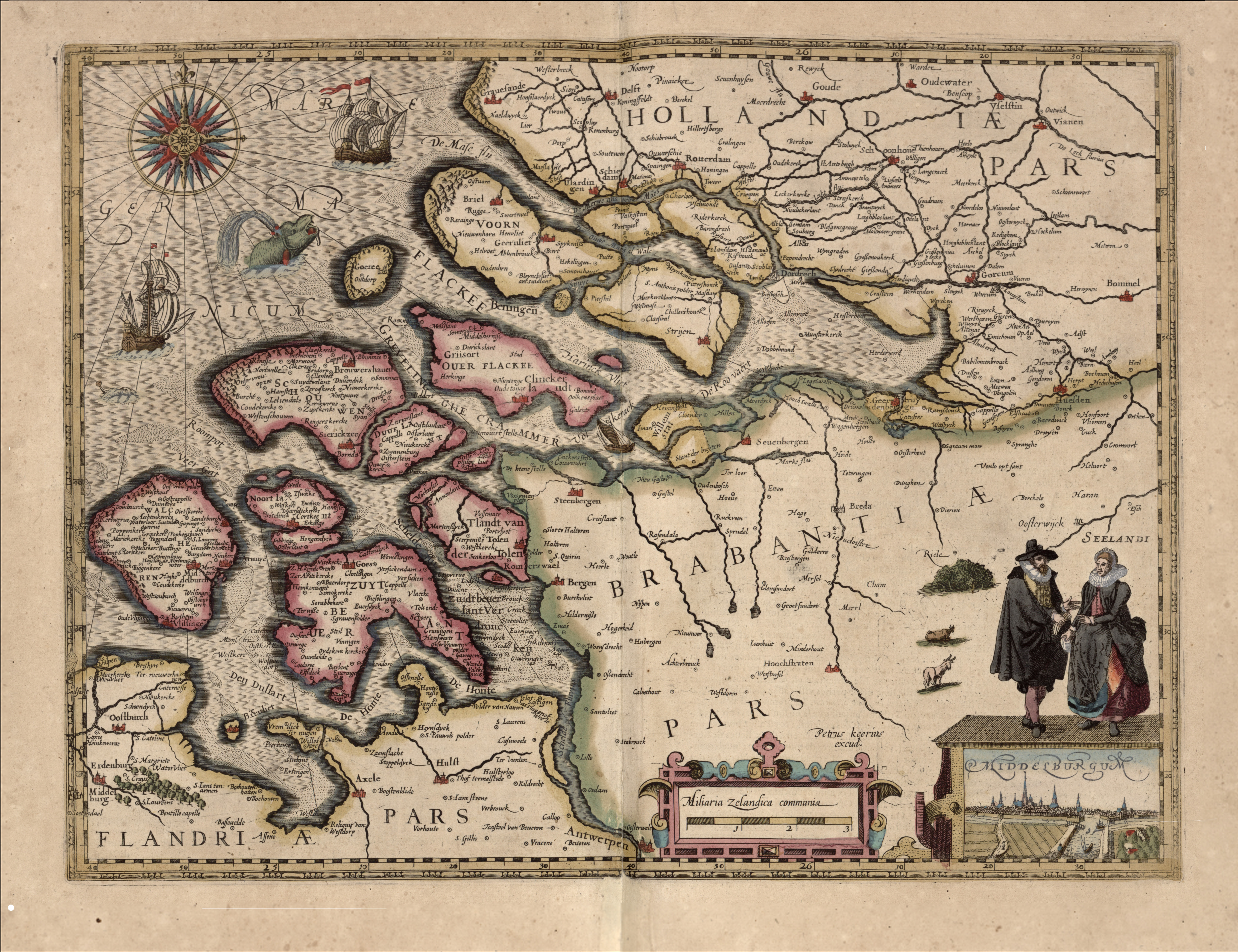
Провинции Голландия, Зеландия и герцогство Брабант, карта 1617 года.
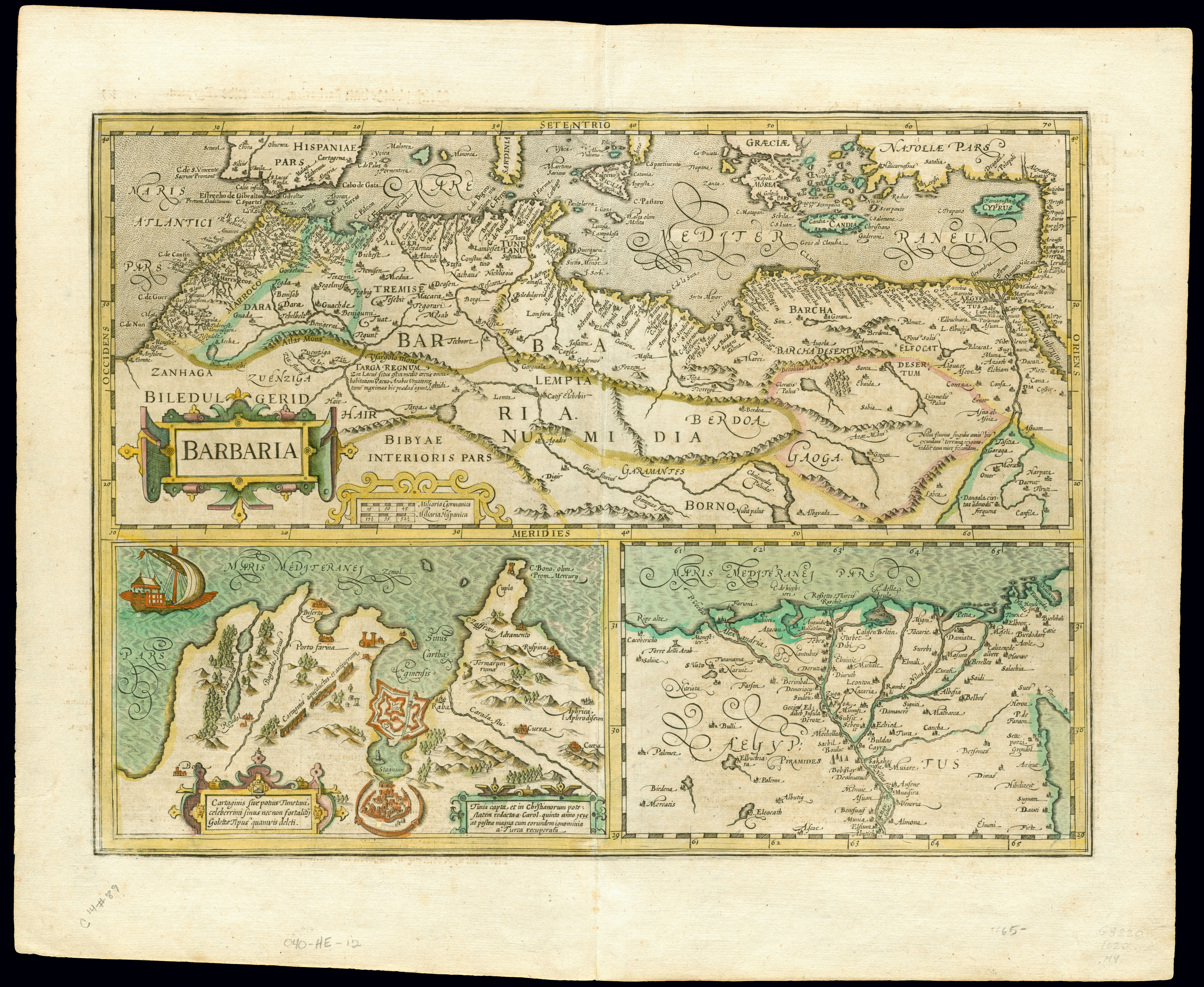
Меркатор. Северная Африка, карта 1620 года
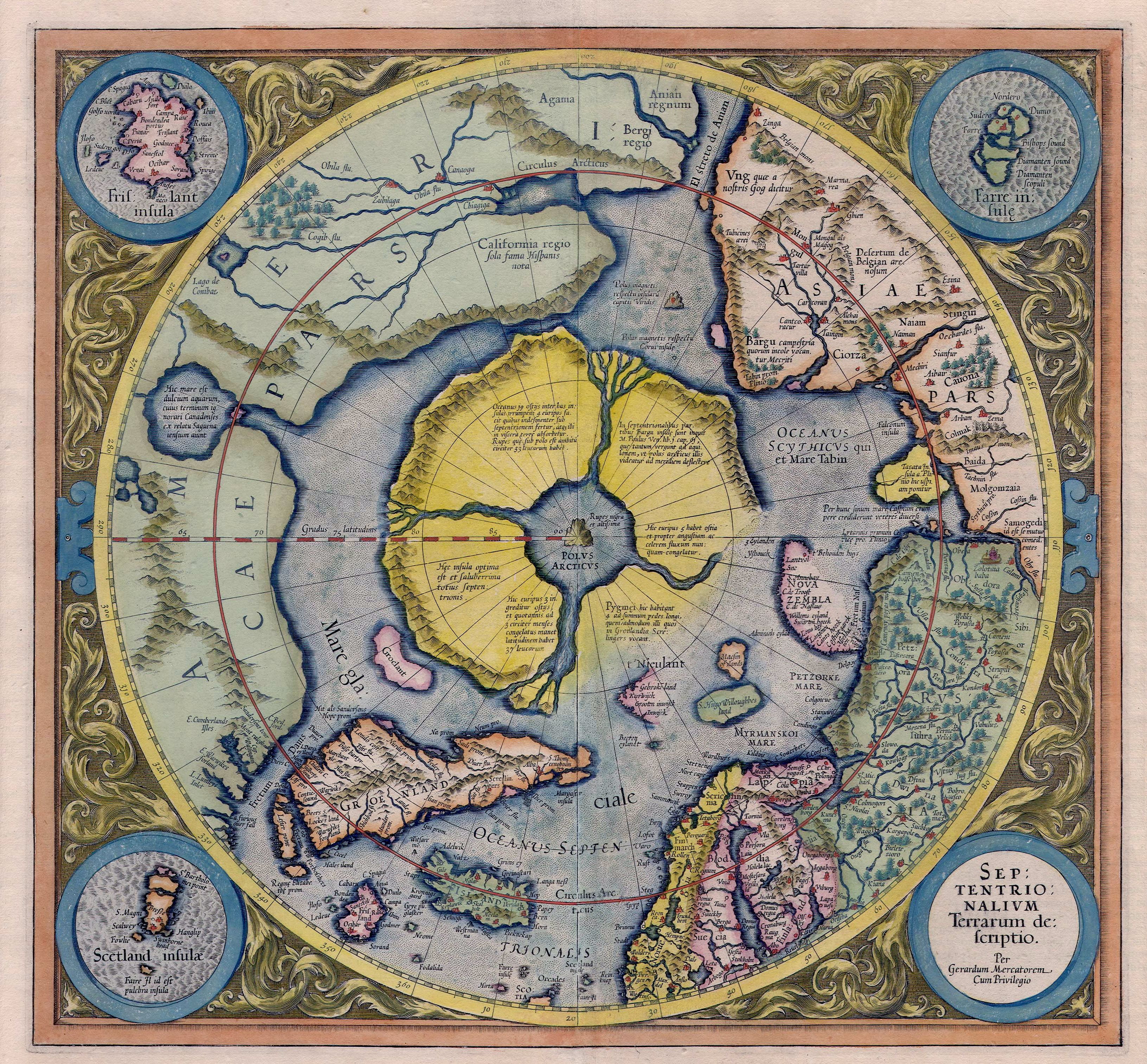
Меркатор. Северный полюс, карта 1623 года

Офорт становится вспомогательной техникой в создании иллюстраций к книгам, анатомическим или ботаническим трактатам, в создании титульных страниц (фронтисписов), которыми начинали издание. Интересным с исторической и художественной точек зрения является создание в 1616 году в Лейпциге серии гравюр к печатному изданию книги Густава Селенуса (под этим псевдонимом скрывался герцог Брауншвейг-Вольфенбюттельский Август) «Шахматы, или Королевская игра» художником Якобом ван дер Хейденом. Офорт идёт как в услужение аристократии, так и в практическое приспособление, далёкое от цели возвеличивания человеческого духа, главной цели искусства вообще. Офорт становится бытовым ремеслом в руках второстепенных художников, достойных за небольшую плату использовать какие угодно стилистики (поздний маньеризм, реализм, барокко).

## Аристократизация искусства в конце XVII века

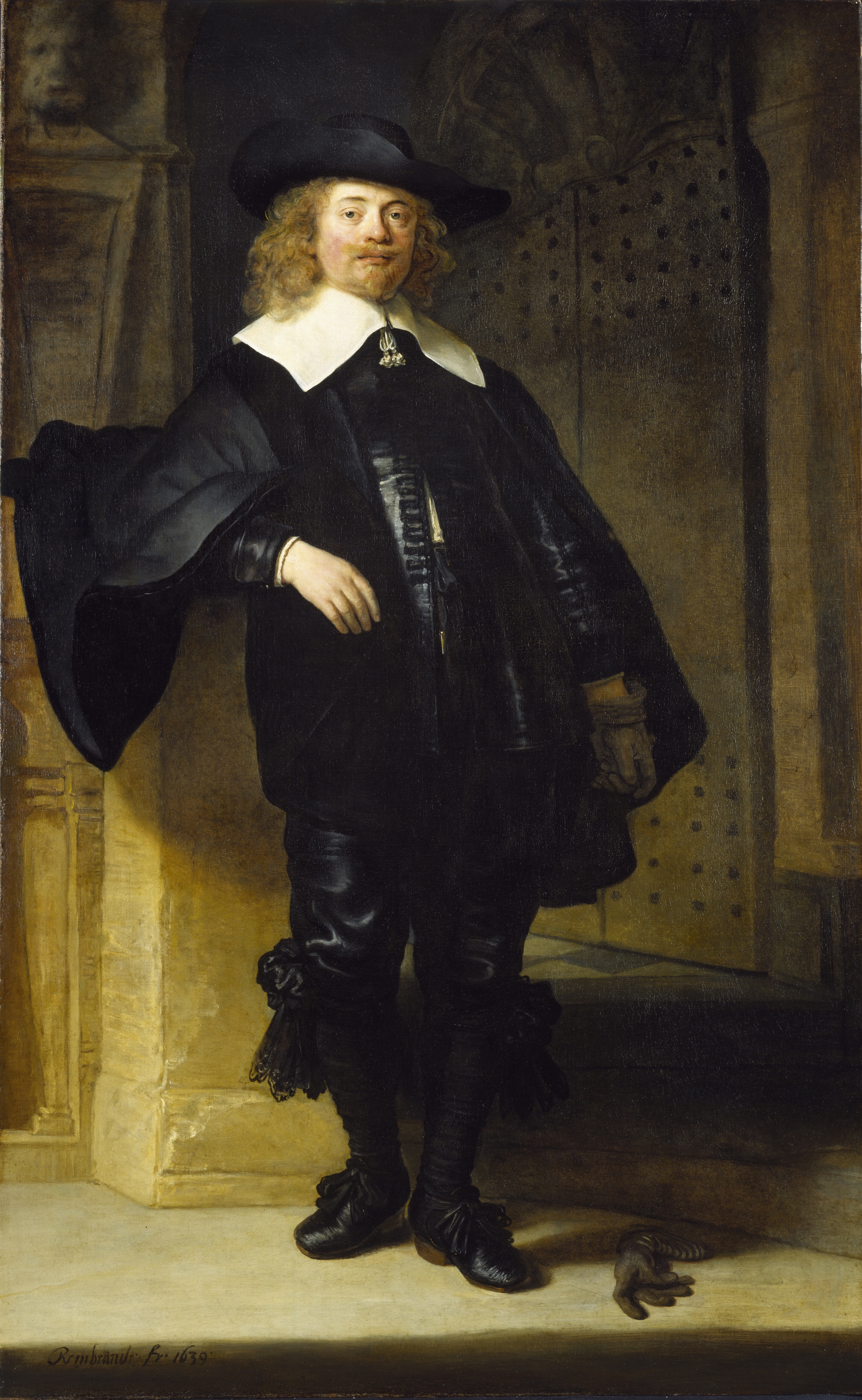
Рембрандт. «Андрис де Греф»
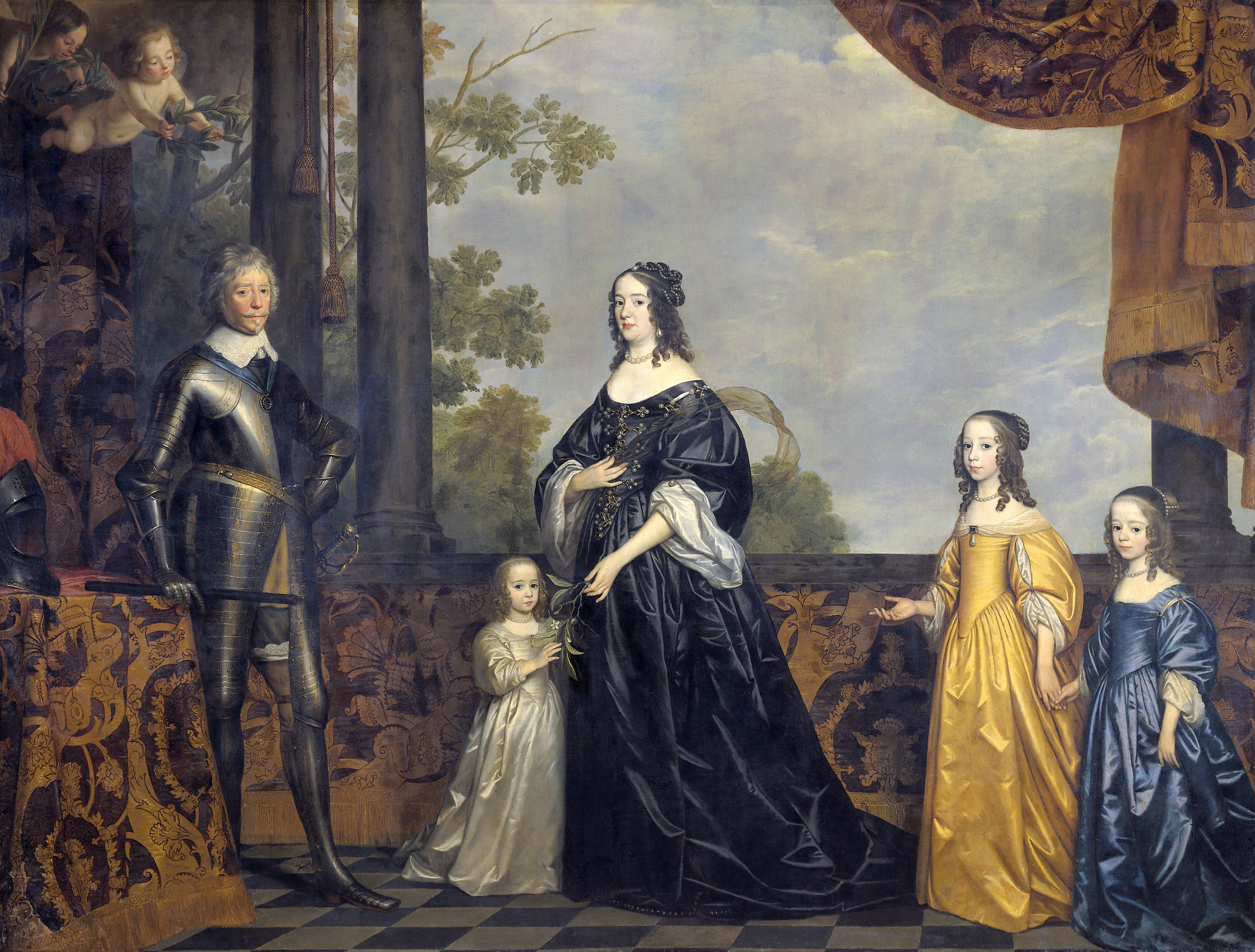
Геррит ван Гонтгорст. «Фредерик Гендрик, герцог Оранский, с семьей».
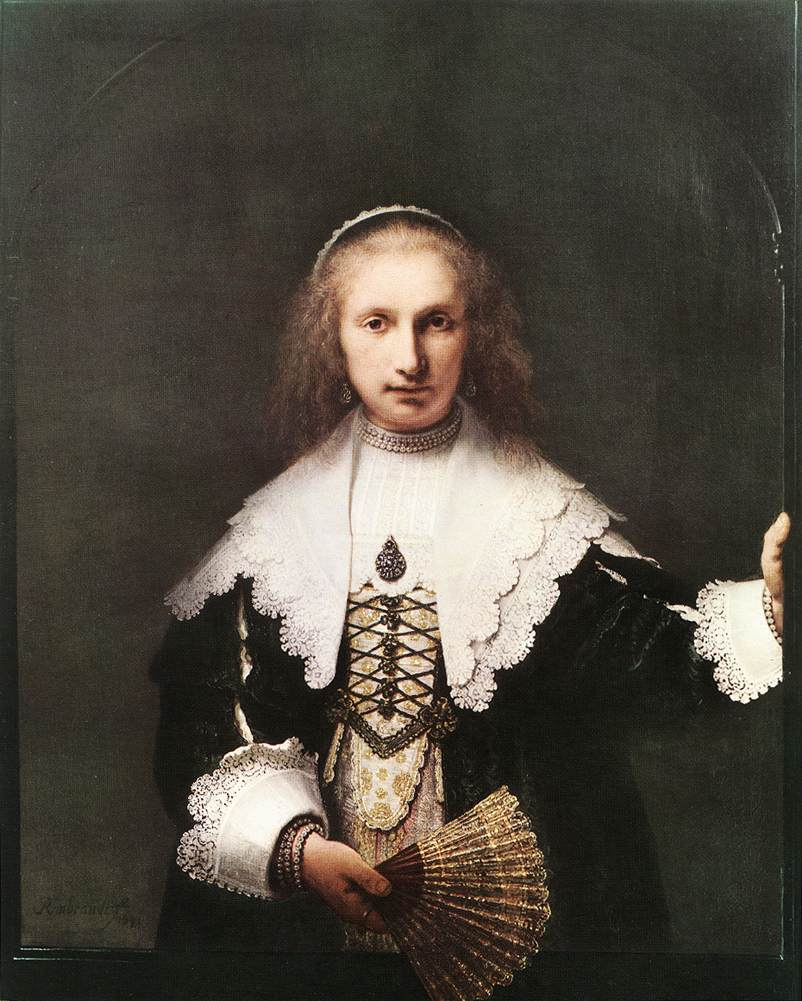
Рембрандт. «Агата Бас».
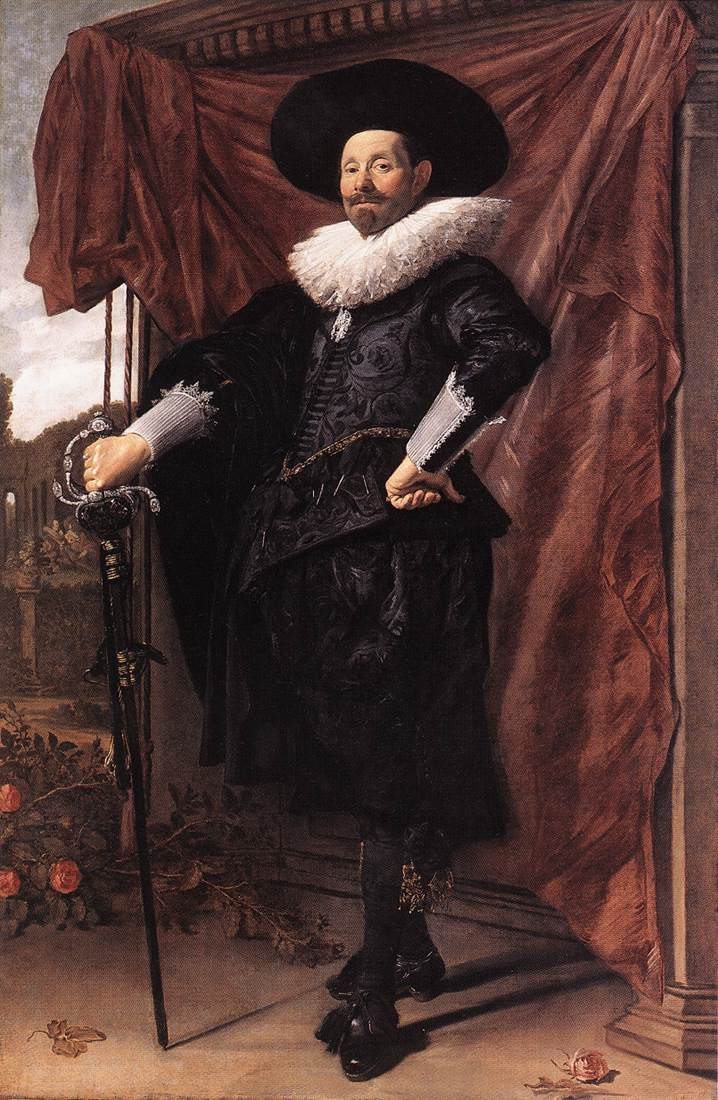
Франс Халс. «Виллем Хейтхейзен»

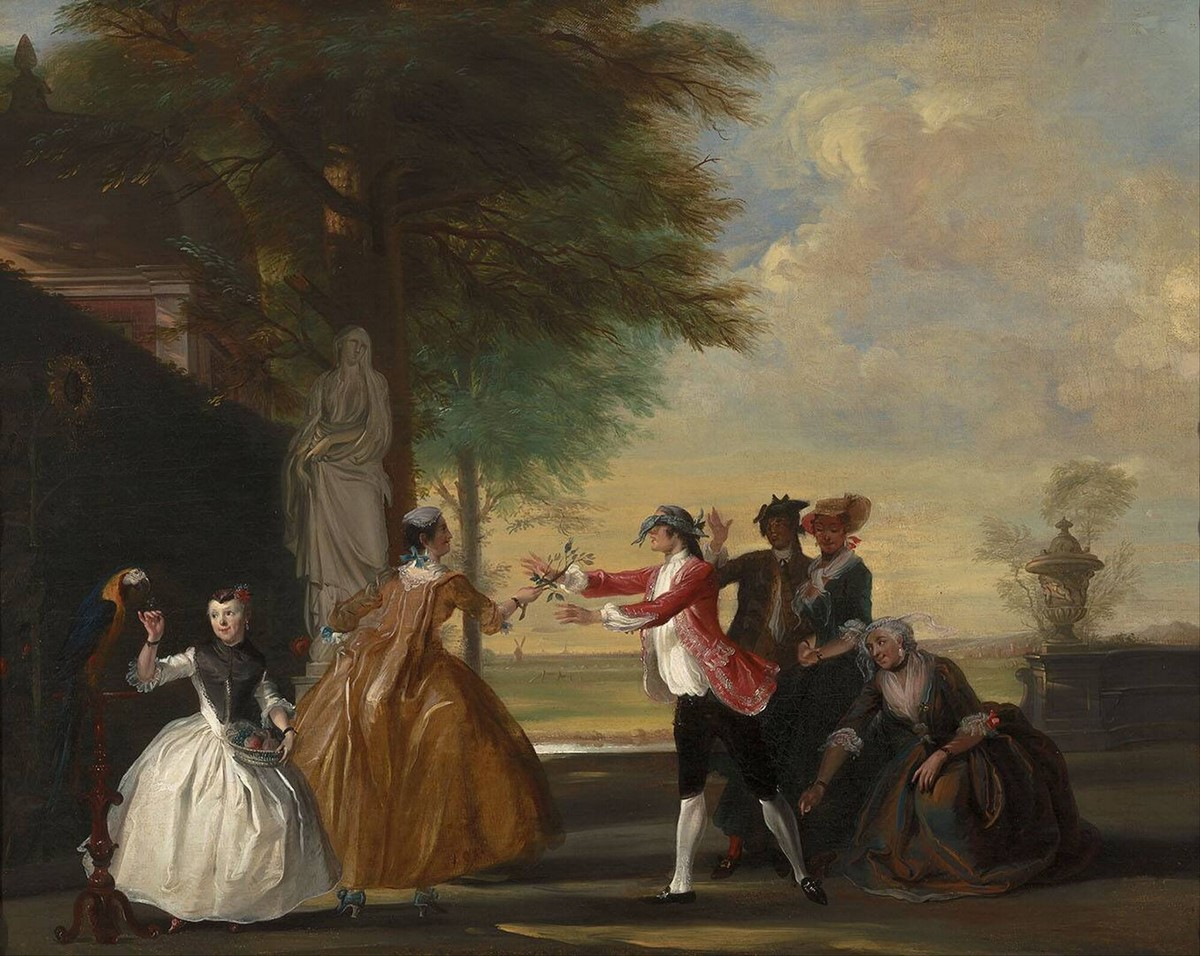
Корнелис Трост. Забавы в парке.

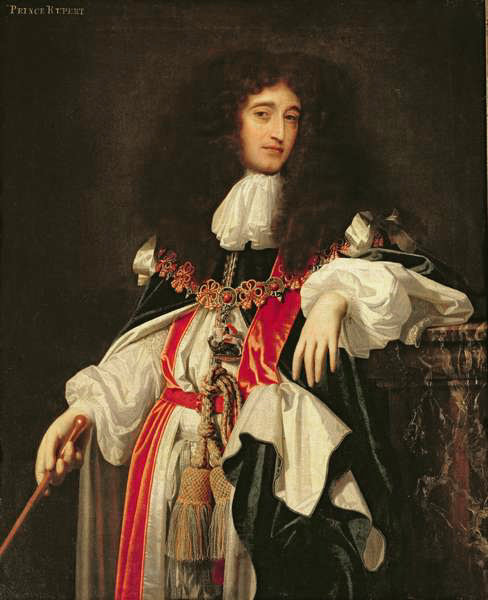
Симон Питерс Верелст. «Принц Руперт».

Элементы аристократизации присутствовали в искусстве Голландии и раньше, но не доминировали. Эти черты присущи и ранним портретам Рембрандта и произведениям менее одарённых художников. Даже Франс Халс изображает обогатившихся предпринимателей и торговцев как аристократов. Особенно заметны тонкие, аристократические черты в портретах местных и иностранных вельмож (и новых богачей, что покупали себе дворянские титулы). Тип парадного, репрезентативного портрета стал складываться ещё в Италии XVI века — портреты римских пап, портреты правителей мелких итальянских княжеств, венецианских аристократов. Особенно заметными были черты аристократизма в искусстве Фландрии (герцогство Брабант), а художники-фламандцы Рубенс и Годфри Неллер, а особенно Антонис ван Дейк способствовали развитию и становлению репрезентативного портрета в Италии и Англии. Великобритания стремительно развивалась и становилась новой супердержавой Западной Европы, вытесняя из сфер влияния Нидерланды, Испанию, Францию. Антонис ван Дейк настолько повлиял на композиции и образный строй репрезентативного портрета, что те стали образцами. Над развитием находок ван Дейка стал работать и ряд голландских художников. Старую и новую аристократию в Голландии тоже обслуживают в основном портретисты, среди которых:
- Бартоломеус ван дер Хелст (1613—1670)
- Геррит ван Хонтхорст (1590—1656)
- Абрахам Ламбертсон ван ден Темпель (1622—1672)
- Симон Питерс Верелст (1644—1721)
- Адриан Ханнеман (1604—1671).

Богачи на портретах конца XVII века демонстрируют модные платья и шляпы с перьями, ценное оружие, принимают горделивые позы. Голландец Адриан Ханнеман настолько совершенно подражает образам ван Дейка, что его портреты принимают за произведения самого фламандца. Саймон Питерс Верелст пишет немецкого принца Руперта в манере аристократа-интеллектуала французского образца, игнорируя и его жестокость, и воинственность, и безнравственность. Черты аристократизма настолько преобладают в искусстве Голландии на рубеже XVII—XVIII веков, что влияют и на жанровую живопись, которая (как и голландский портрет) теряет демократические черты (Корнелис Трост, «Забавы в парке», «Портрет Иеронима Тоннемана с сыном»).